# 颱風天鴿對澳門之影響
颱風天鴿（英語：Typhoon Hato）是2017年太平洋颱風季中吹襲澳門的最強風暴。天鴿於8月23日以巔峰強度正面吹襲珠江三角洲地區並大肆破壞，導致澳門氣象局需要懸掛18年以來首次十號風球，成為自1999年颱風約克之後，首次港澳兩地之最高熱帶氣旋警告信號同時生效的案例；天鴿亦是自1964年超強颱風露比以來，生成位置最北而令港澳兩地發出最高熱帶氣旋警告信號之熱帶氣旋。
天鴿不但帶來極具破壞性的風力，導致澳門境內錄得破紀錄的持續風速，而且其風暴潮疊加天文大潮更引致澳門多處嚴重水浸，成為澳門半世紀以來最慘重的風災。澳門氣象局更被猛烈批評預報嚴重失誤，局長馮瑞權於風災翌日下台，連同副局長梁嘉靜被澳門廉政公署和澳門行政長官成立之風災專案委員會調查並證實違紀，兩人至翌年4月終遭受澳門政府分別以撤職和停職130日作紀律處分，然而馮瑞權請辭後卻申請退休並獲批准，導致他所受之懲罰由革職按機制大幅減輕至停收退休金4年，再次惹起公憤。由於珠江三角洲一帶在此次風暴中遭受重創，「天鴿」此名僅使用一次，即被中國大陸在隔年第50屆颱風委員會年會申請除名，並在次年第51屆颱風委員會會議中通過由「山貓」替代。

## 氣象數據
| 紀念孫中山市政公園 · 45污水處理廠 · －大炮台山 · 47.9外港碼頭 · 113.8海事博物館 · 54.1友誼大橋 · 北峰 · 121.3友誼大橋 · 南峰 · 132嘉樂庇 · 總督大橋 · 107.7西灣大橋 · 108.4大潭山 · 95.1九澳 · 111.1路環分站 · 47.5澳門大學 · 100.8class=notpageimage\| 澳門氣象局氣象站錄得最高每小時平均風速，單位為公里每小時（km/h）。圖例： · 代表沒有數據 · 代表錄得清勁至強勁風力 · 代表錄得暴風至颶風風力 · 代表錄得颱風風力 · 備註：外港碼頭、九澳兩站因儀器故障或電力中斷導致數據不完整。 | 紀念孫中山市政公園 · 73.8污水處理廠 · －大炮台山 · 74.9外港碼頭 · 152.3海事博物館 · 97.6友誼大橋 · 北峰 · 180.7友誼大橋 · 南峰 · 162.0嘉樂庇 · 總督大橋 · 144.0西灣大橋 · 140.0大潭山 · 163.1九澳 · 153.4路環分站 · 79.6澳門大學 · 151.9class=notpageimage\| 澳門氣象局氣象站錄得最高1分鐘平均風速，單位為公里每小時（km/h）。圖例： · 代表沒有數據 · 代表錄得疾勁至烈風風力 · 代表錄得暴風至颶風風力 · 代表錄得颱風風力 · 備註：該數據可能因電力中斷而未能檢測最高值 | 紀念孫中山市政公園 · 133.2污水處理廠 · －大炮台山 · 147.2外港碼頭 · 197.3海事博物館 · 182.9友誼大橋 · 北峰 · 215.3友誼大橋 · 南峰 · 205.9嘉樂庇 · 總督大橋 · 191.5西灣大橋 · 191.9大潭山 · 217.4九澳 · 207.4路環分站 · 139.0澳門大學 · 201.2class=notpageimage\| 澳門氣象局氣象站錄得最高陣風風速，單位為公里每小時（km/h）。圖例： · 代表沒有數據 · 代表錄得颱風風力 | 內港 · 1.56內港北 · 1.54永樂戲院 · 0.73光復街 · －青洲區 · 0.18林茂塘 · 1.55司打口 · 1.54黑橋街 · 0聖方濟各 · 0.9下環街 · 1.52康公廟 · 1.62花地瑪 · 1.15柯維納 · 0.22沙維斯街 · 0.15益隆 · 0松樹尾 · 0石排灣 · 0媽閣 · 4.51青洲塘 · 5.04友誼橋 · －class=notpageimage\| 澳門氣象局路面水位監測站錄得最高水位，單位為米（m）。圖例： · 代表沒有數據 · 代表錄得水位高於路面0.5米以下 · 代表錄得水位高於路面0.5至1米 · 代表錄得水位高於路面1至1.5米 · 代表錄得水位高於路面1.5至2.5米 · 代表錄得水位高於路面2.5米以上 · 備註：媽閣、青洲塘、友誼橋為潮汐站，所錄得為最高潮汐水位。 · 內港、永樂戲院、青洲區、司打口、康公廟、花地瑪、柯維納、沙維斯街、媽閣、青洲塘共十站資料停止時間與最高水位時間相同，即可能因故障或電力供應中斷而未能檢測到最高值 |

- 當地懸掛之最高熱帶氣旋信號：  十號風球
- 當地發出之最高風暴潮警告：黑色風暴潮警告
- 最接近當地時間：2017年8月23日中午12時[6]
- 最接近當地位置：澳門氣象局總部之西南偏南約25公里[6][註 1]

### 數值紀錄
| 項目               | 數值            | 時間              | 地點         | 備註 |
| ------------------ | --------------- | ----------------- | ------------ | --- |
| 最高氣溫           | 39.0 °C         | 2017-08-22 14:35  | 九澳站       | 自1901年澳門有氣象記錄以來的新高，追平2005年7月19日於澳門半島污水處理廠錄得之紀錄。 |
| 最高陣風           | 每小時217.4公里 | 2017-08-23 11:06  | 大潭山氣象站 | 東望洋山站的最高陣風打破1964年颱風露比之211.0公里紀錄。 數據取自最高三秒平均風速，記錄單位為每分鐘。 |
| 最高一分鐘平均風速 | 每小時180.7公里 | 2017-08-23 12:15  | 友誼大橋北峰 | |
| 最高十分鐘平均風速 | 每小時155.2公里 | 2017-08-23 12:16  | 友誼大橋北峰 | [ 9 ] |
| 最高一小時平均風速 | 每小時132.0公里 | 2017-08-23 12:00  | 友誼大橋南峰 | 嘉樂庇總督大橋站的最高一小時平均風速打破1993年強烈熱帶風暴貝姬之124公里紀錄。 時任局長馮瑞權曾稱部分測風站有一兩小時風速達240公里 ，惟與事後報告明顯不符，因此有人質疑實際上是60分鐘平均風速達140公里。 |
| 最低瞬時站壓       | 945.4百帕斯卡   | 2017-08-23 12:02  | 大潭山氣象站 | 東望洋山站的最低瞬時站壓打破1964年颱風露比之954.6百帕斯卡紀錄。 |
| 最低海平面氣壓     | 957.8百帕斯卡   | 2017-08-23 12:02  | 大潭山氣象站 | 自1952年有記錄以來海平面氣壓最低的一次。 |
| 最高潮水高度       | 5.58米          | 2017-08-23 12:20  | 媽閣站       | 自1925年澳門有潮水記錄以來潮位最高的一次。 |
| 最高水浸高度       | 2.38米          | 2017-08-23 12:20* | 內港站       | 因風暴潮期間停電而導致沒有錄得最高水浸高度，故該水浸高度由估算所得，以海圖基準面以上3.2米處之差值計算。                                                                                                 |

## 影響過程

### 風暴前酷熱
2017年8月21日，由於受天鴿的外圍下沉氣流影響，地球物理暨氣象局提醒澳門市民，澳門天氣會較為酷熱，呼籲居民慎防中暑並避免長時間曝曬及適時補充水分。氣象局在21日下午5時發出「特別報告」，表示天鴿將在22日進入南海北部，隨後23日進一步移向廣東沿岸，並為珠江口一帶帶來不穩定天氣。氣象局在22日上午11時懸掛一號風球，當時天鴿集結在澳門之東南偏東約680公里。氣象局表示，一號風球將會在日間維持，受到天鴿的下沉氣流影響，路環九澳氣象站測得最高氣溫攝氏39.0度，創下澳門有紀錄以來，境內站點最高氣溫之紀錄。而港澳碼頭則錄得攝氏38.9度，大潭山氣象站亦錄得攝氏38.0度，是自1930年以來的最高紀錄，廣泛地區亦測得攝氏37度以上的高溫。雖然天鴿直指澳門而行，但是氣象局在下午3時50分仍表示一號風球會在晚間維持。
氣象局在晚上7時40分發出「特別報告」，表示當晚稍後會發出紅色風暴潮警告，並於翌日早上8時生效，預料屆時水位將開始高於內港路面。隨後在晚上9時表示紅色風暴潮警告約於翌日早上8時生效。由於天鴿進一步增強為颱風，對澳門威脅倍增，氣象局在晚上10時表示，翌日凌晨1時至3時考慮改掛三號風球；随後於23日凌晨2時確定在凌晨3時懸掛三號風球。氣象局於凌晨3時正懸掛三號風球，當時天鴿已移至澳門之東南偏東約240公里。氣象局表示早上視乎情況考慮改掛八號風球。

### 18年首掛十號風球

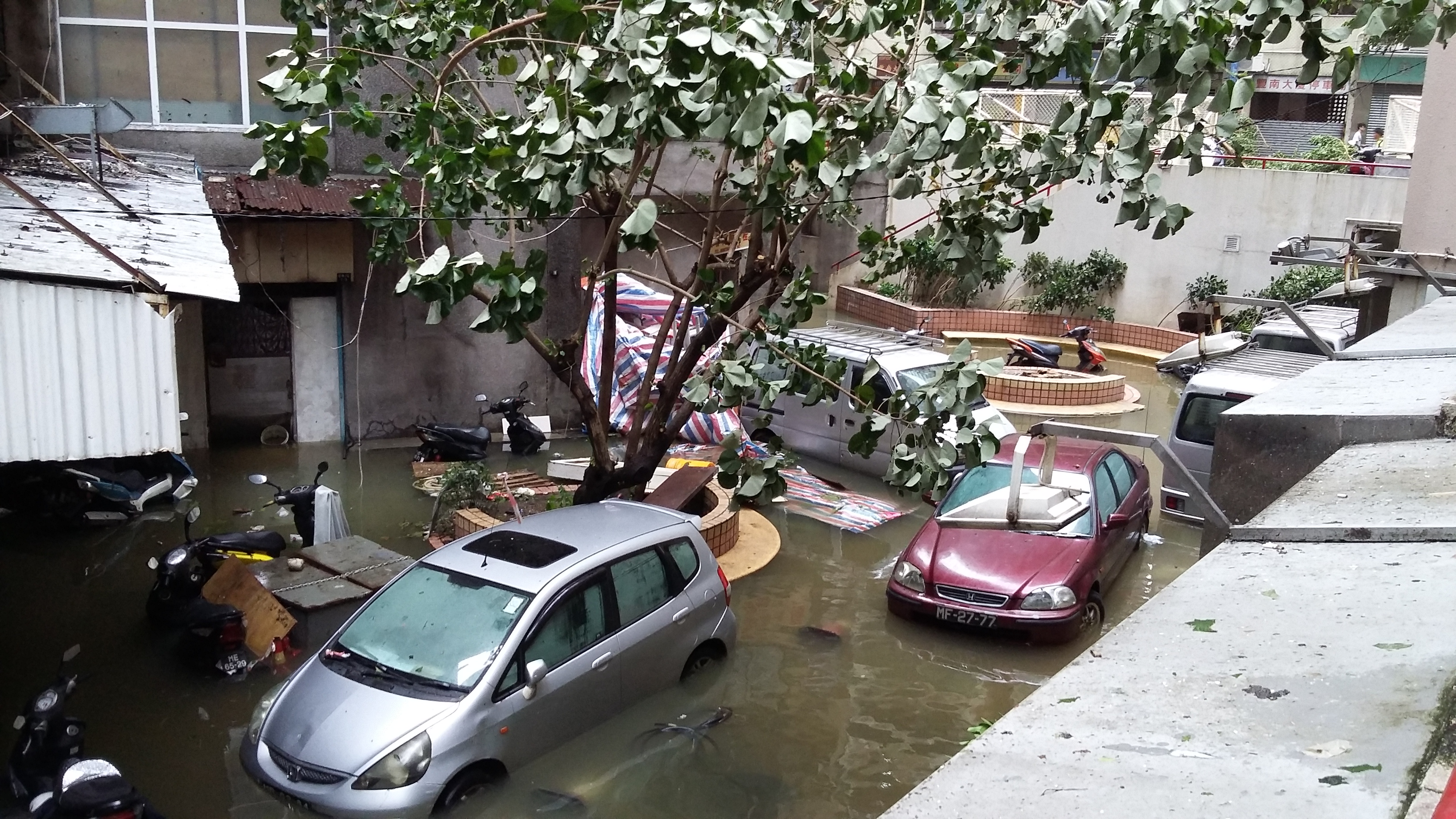
風暴吹襲期間，花地瑪堂區情況

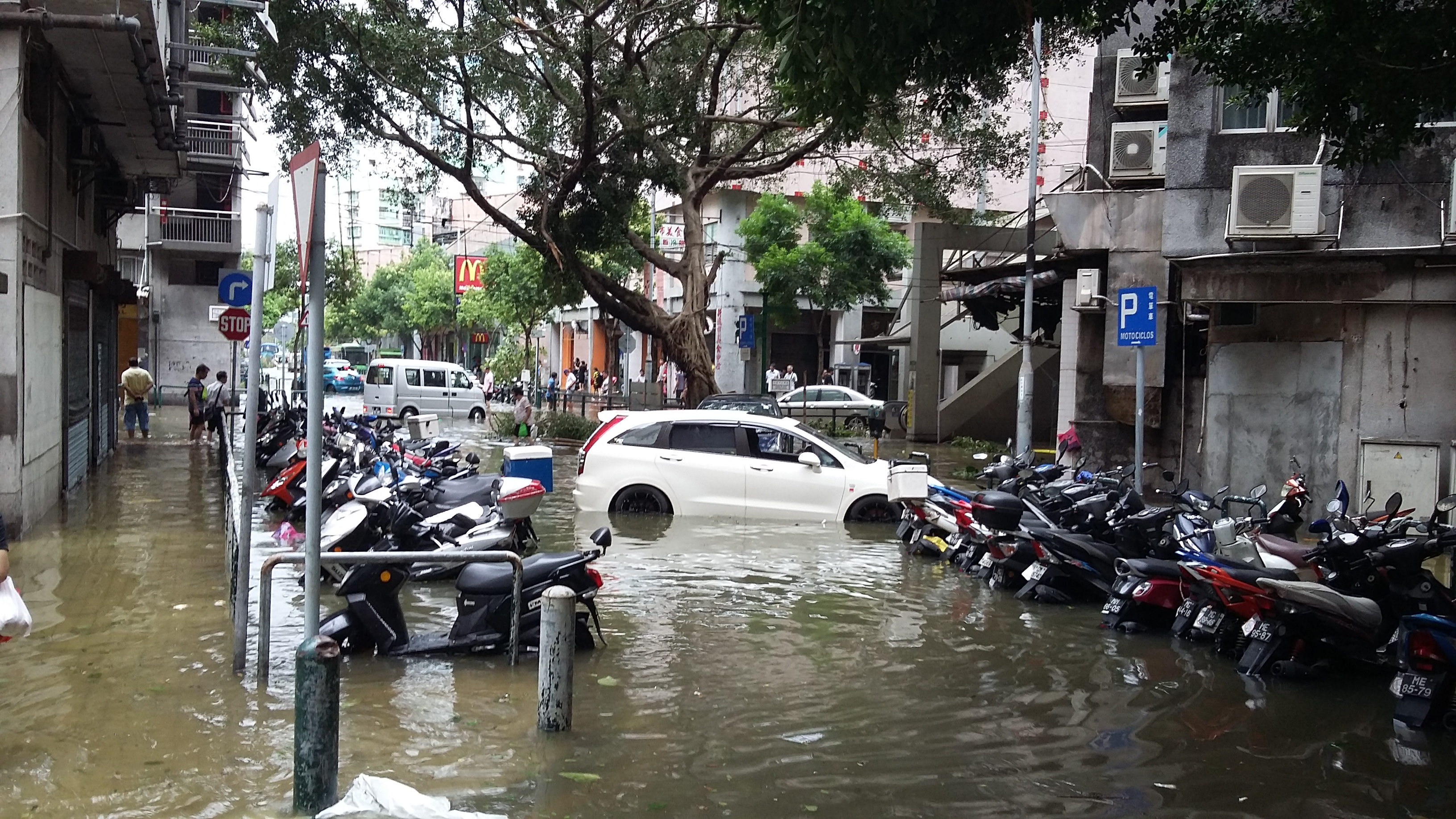
風暴吹襲期間，台山情況

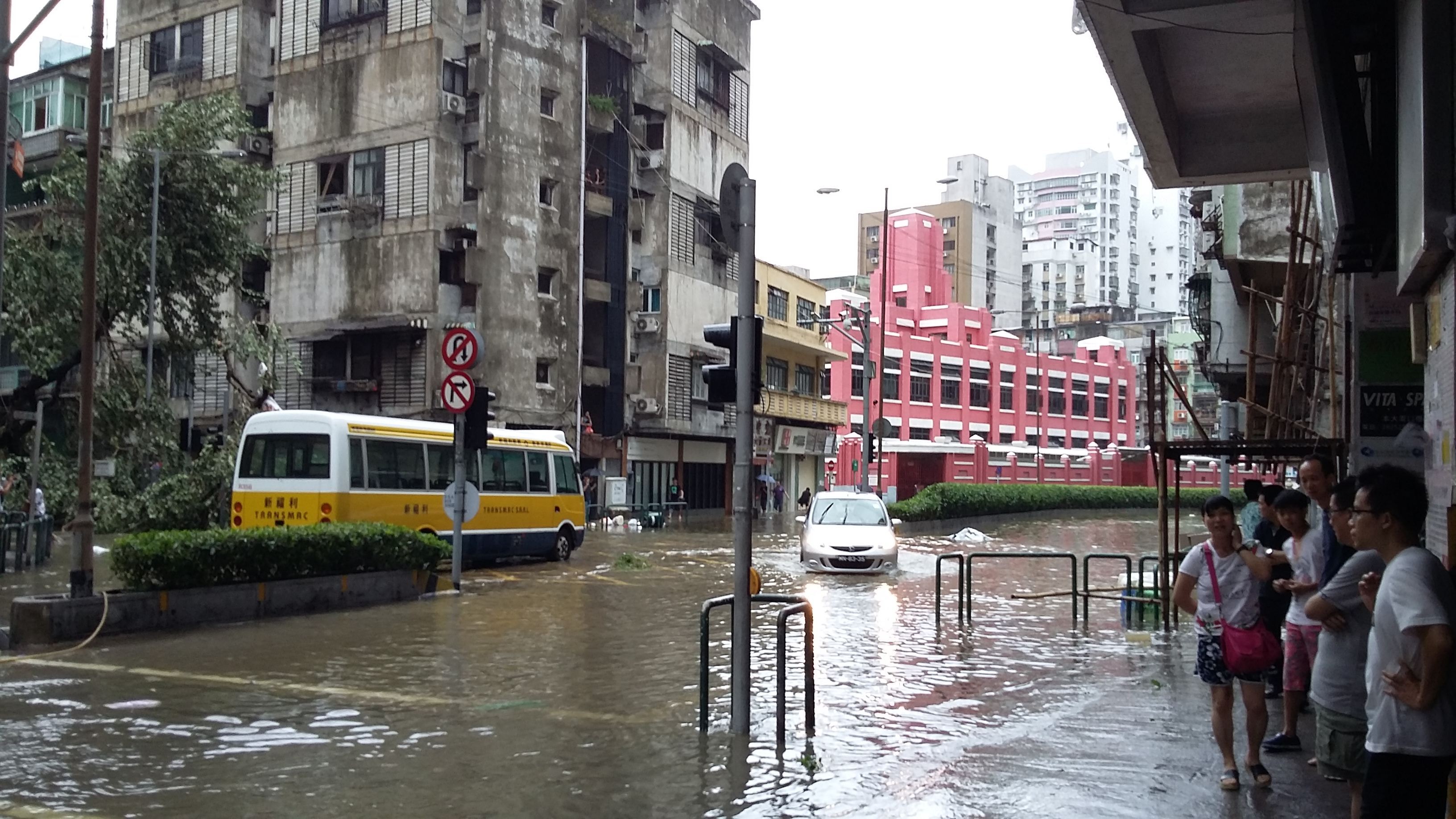
風暴吹襲期間，提督馬路情況

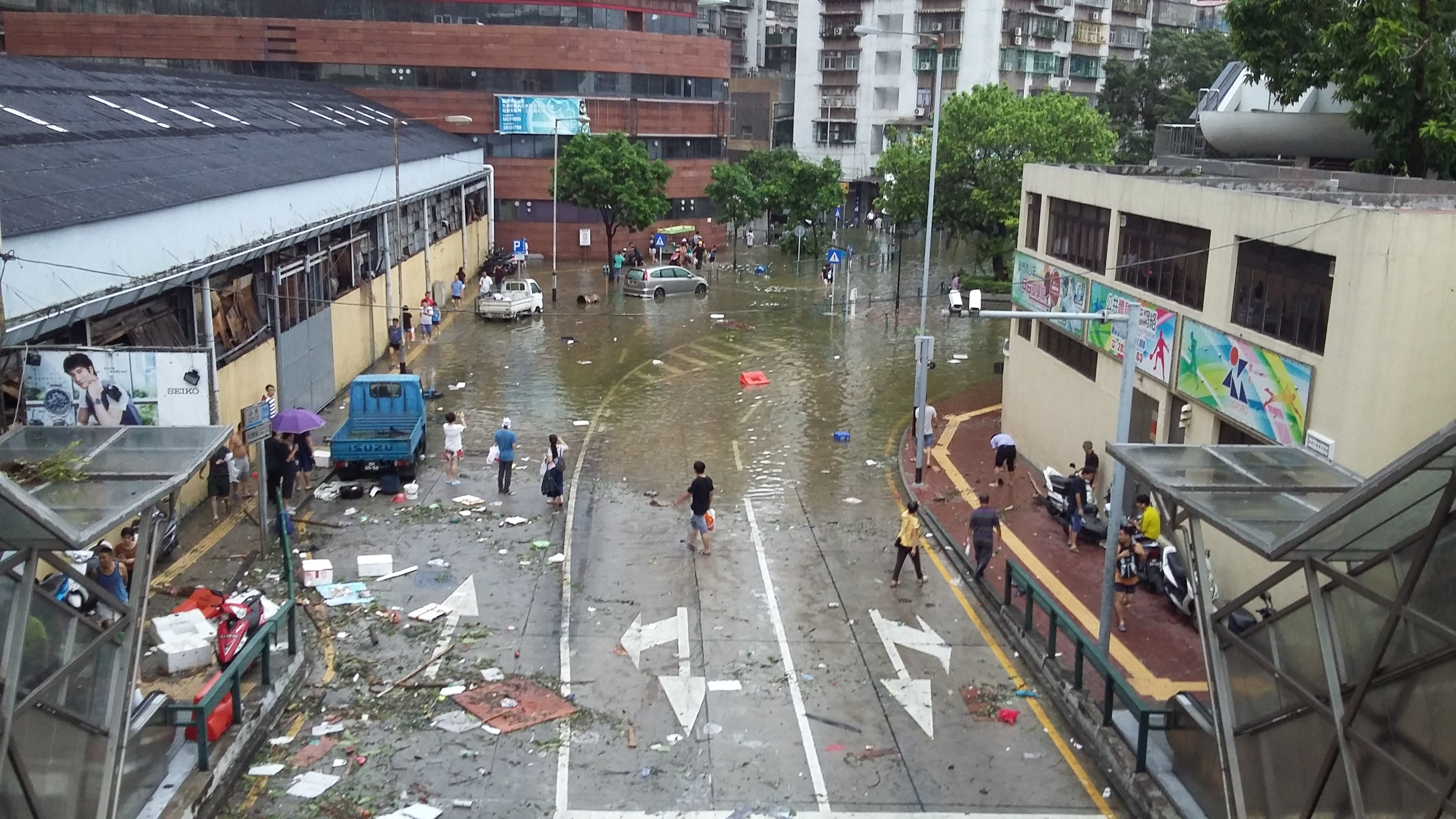
風暴吹襲期間，白朗古將軍大馬路情況

天鴿加速逼近珠江口一帶，對澳門構成重大威脅，加上氣象局懸掛八號風球的時間大幅滯後，導致需在短短2小時半內接連懸掛八號、九號及十號風球。氣象局在早上6時15分表示考慮在上午9時或之前改掛八號風球，後於早上7時宣佈預計在上午9時正式懸掛八號風球。氣象局在上午9時正懸掛八號東北風球，香港天文台的路徑圖顯示天鴿移至大潭山總部之東南約90公里，此時距離香港天文台發出十號颶風信號只有10分鐘，澳門普遍地區風力在此前已達烈風程度。氣象局一度表示八號風球在上午維持，但天鴿繼續逼近時西北眼壁導致澳門多處風力飆升至暴風或颶風程度，氣象局於上午10時05分改指預計澳門風力將會增強，短時間內需要改掛更高熱帶氣旋信號。此時，香港天文台的路徑圖顯示天鴿移至大潭山總部之東南約60公里 。八號風球維持不足2小時，氣象局在上午10時45分懸掛九號風球，香港天文台的路徑圖顯示天鴿移至大潭山總部之東南偏南約40公里。是次為繼2012年颱風韋森特後，氣象局5年以來首次懸掛九號風球。廣泛地區刮起偏北颶風，氣象局於上午11時05分表示預計澳門風力將會繼續增強，會在短時間內懸掛最高熱帶氣旋信號。氣象局終在上午11時半緊急懸掛十號風球，當時氣象局指天鴿集結在氣象局總部之東南偏南約50公里，但香港天文台事後報告則顯示天鴿移至大潭山總部以南只有約30公里。這是繼1999年颱風約克後18年和澳門回歸以來，氣象局首次懸掛最高熱帶氣旋信號；同時八號和九號風球皆創下自澳門採用數字熱帶氣旋信號以來的最短紀錄——八號風球僅持續1小時45分鐘（但翌年即被強烈熱帶風暴貝碧嘉打破單一八號風球最短紀錄），後續的九號風球更只懸掛45分鐘便旋即改掛十號風球。
氣象局同時發出黑色風暴潮警告，為2009年颱風巨爵後，接近8年以來首次。多處嚴重水浸，包括賭場 ，當風力轉吹東至東南風時，其風力進一步增大，導致澳門半島西側內港一帶水位上升非常快，沿岸測站（內港、內港北及林茂塘）的水位約1小時上升1.5m。而在較內陸的測站，在上午11時20分後水位上升明顯加快，水位約40至50分鐘上升1.5米；有途人遭吹倒，亦有貨車被吹至翻側。東望洋信號桿亦被吹斷，3人需要疏散。來往澳氹的3條大橋中午錄得平均風力已超過每小時110公里，橋上陣風超過每小時200公里。西灣大橋的下層車道首次也全面封閉。 在天鴿西北眼壁橫掃下，澳門近乎全面吹北至東北颱風，友誼大橋南站所錄得的一小時平均風速達每小時132公里，成為澳門境內有紀錄以來最高每小時平均風速，打破由1993年強烈熱帶風暴貝姬保持之舊紀錄（一小時平均風速為每小時124公里，於嘉樂庇總督大橋錄得）；不久後天鴿的風眼開始籠罩澳門，境內風勢突然靜止。大潭山站瞬時最低氣壓為945.4百帕斯卡（折算海平面氣壓為957.8百帕斯卡），於中午12時02分錄得。由於風勢強勁，公安部出入境管理局在12時45分關閉拱北邊境檢查站；澳門海關則在12時57分通知3分鐘後會關閉關閘邊檢站，是自回歸以來首次封關。直至下午3時改掛八號風球後，風力稍微減弱後，於下午3時30分才恢復關閘通關。
就天鴿最接近澳門之時間及位置，港澳兩地氣象部門各持異見。澳門氣象局事後報告指天鴿於下午1時正最接近澳門，在大潭山總部之西南偏西約40公里掠過；但香港天文台提供的路徑圖顯示天鴿於上午11時50分最接近澳門，在大潭山總部之西南偏南只有25公里處掠過。此外，有多個民間氣象組織在按雷達數據和自行定位製作之路徑圖亦得出同樣結論，證實澳門氣象局報告內容錯誤。事實上氣象局報告內的路徑圖確認天鴿的最接近方向為西南偏南，亦反映與最接近距離的數據自相矛盾，但氣象局只採用每小時定位而不考慮每半小時位置，且未有修正時間定位導致出錯。

### 斷水斷電多人溺斃

#### 錄得上百宗事故報告

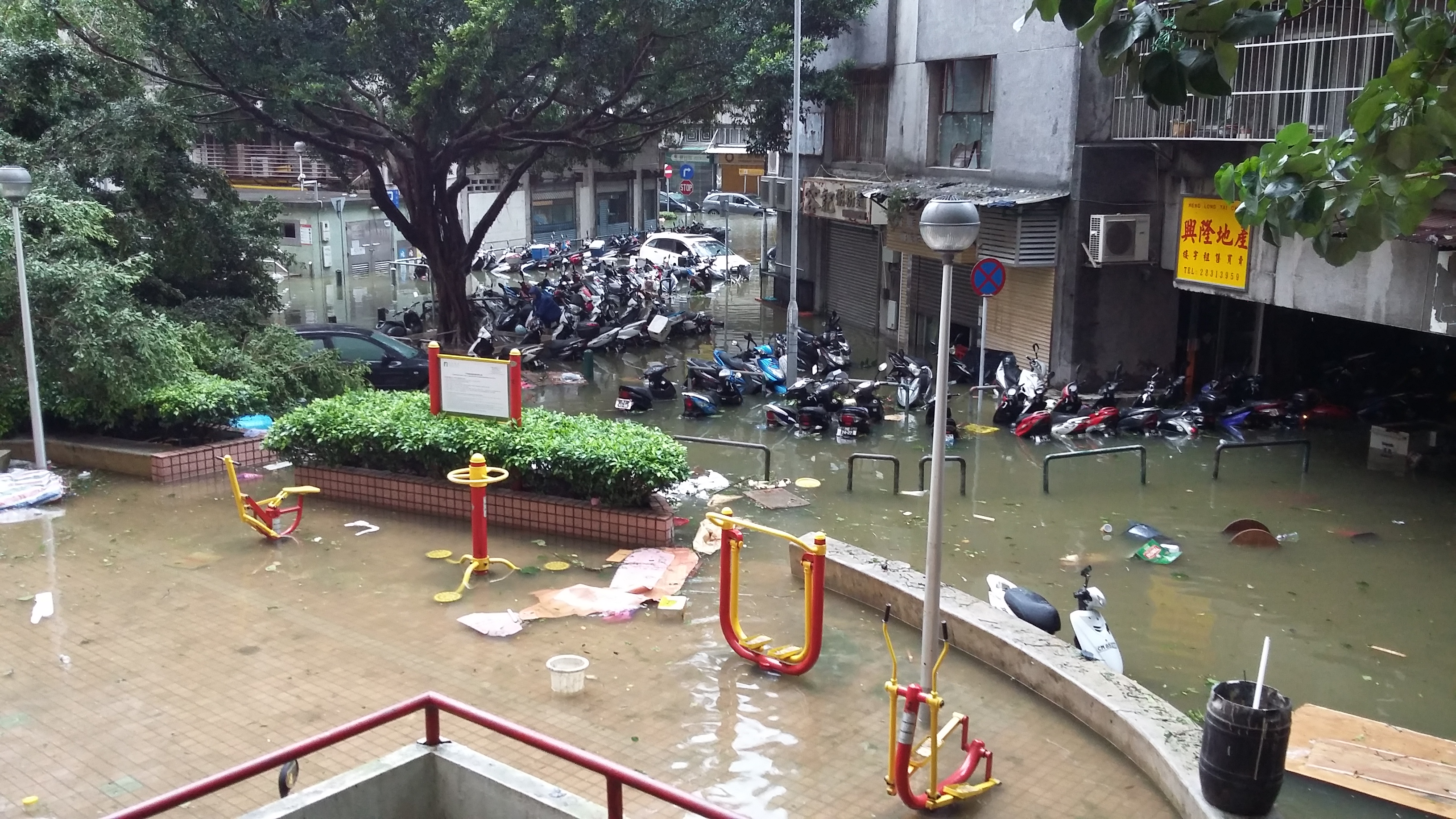
天鴿肆虐後的台山區滿目瘡痍，水浸還沒退卻。

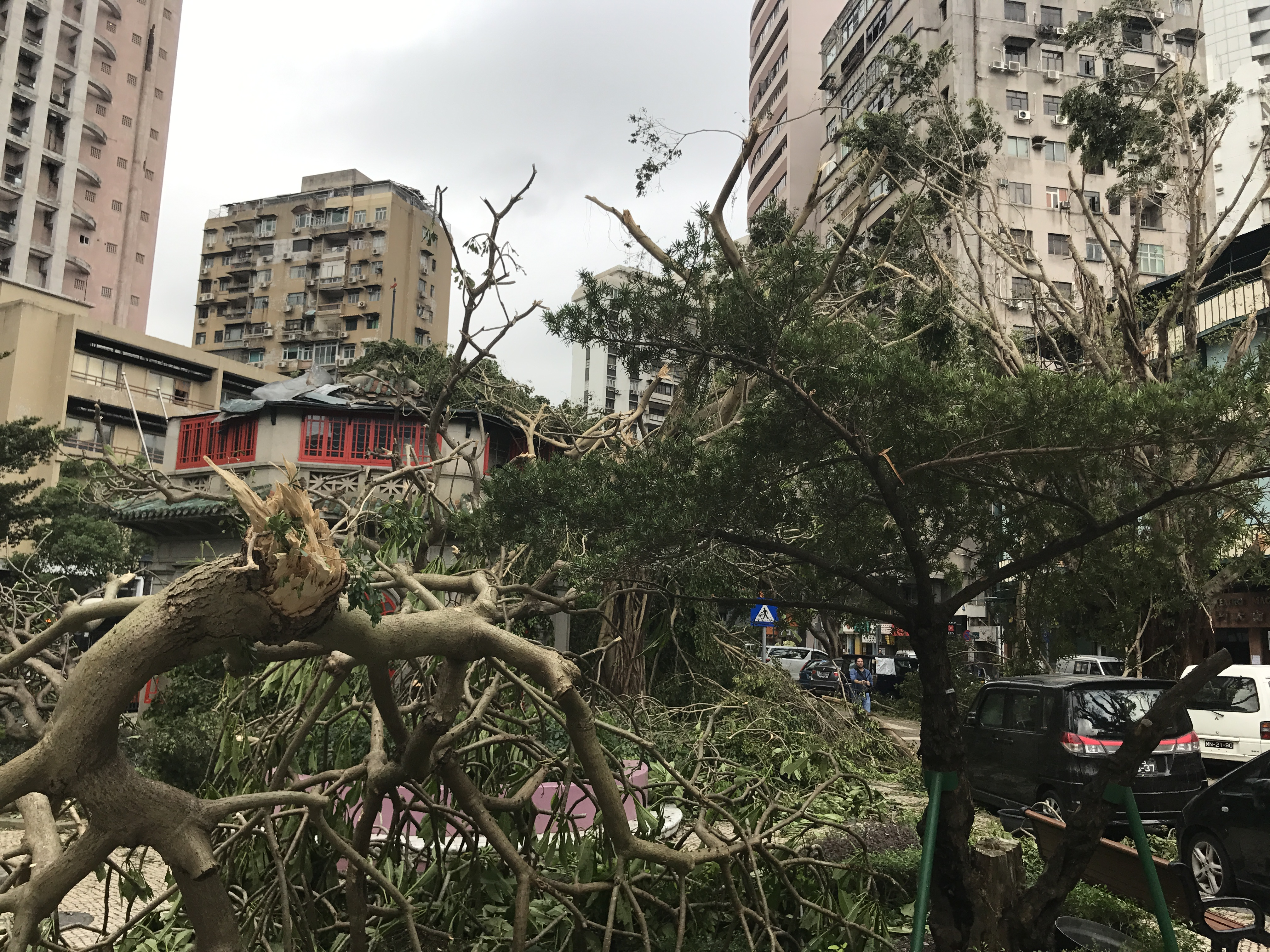
加思欄花園有大樹倒塌壓毀八角亭。

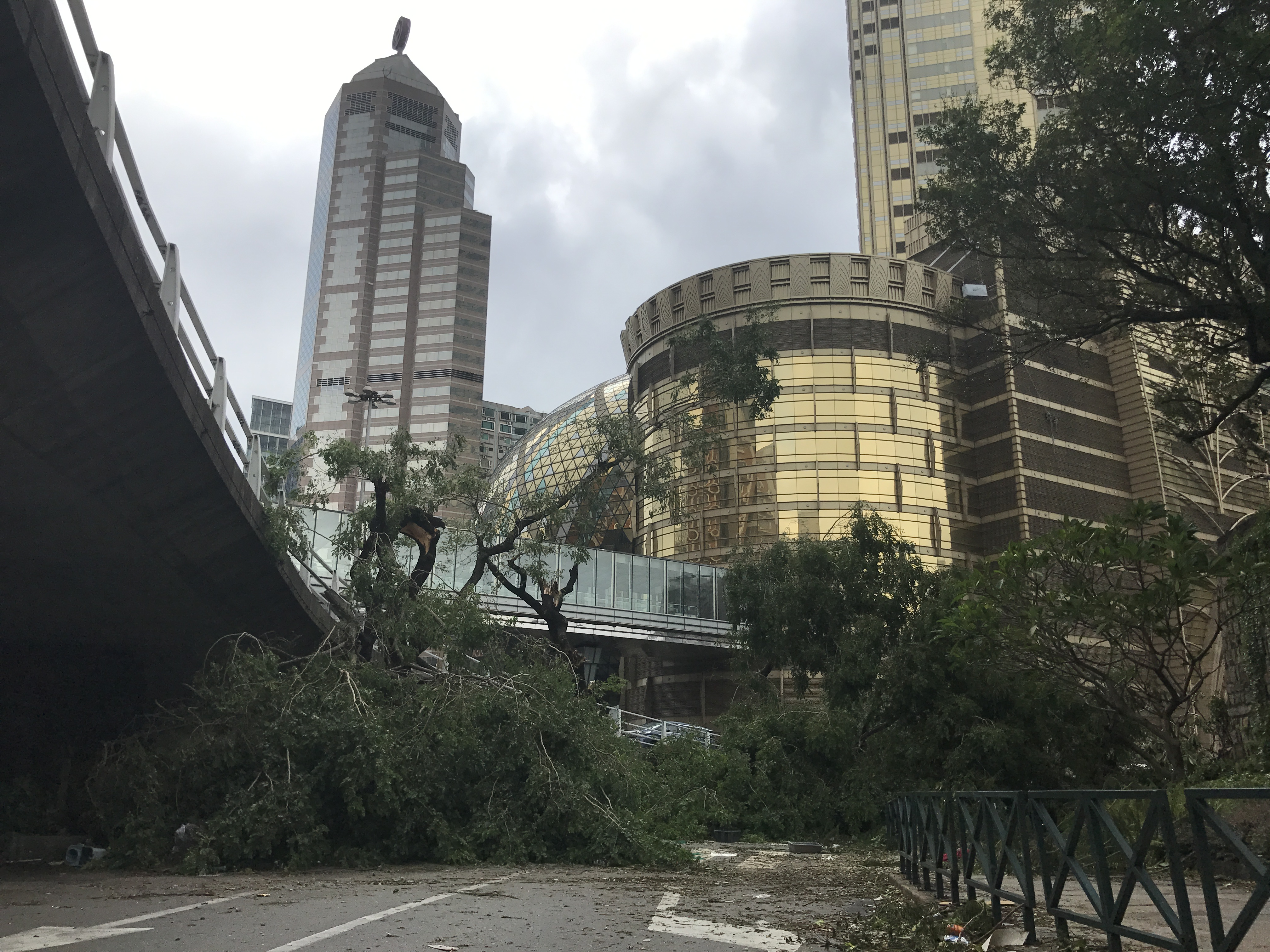
多棵大樹橫卧在南灣大馬路。

隨著天鴿登陸珠海，澳門在下午初段改受天鴿的東面眼壁影響，風向轉為南至東南，友誼大橋北站錄得的最高十分鐘平均風速為155.2公里，最高一分鐘平均風速達每小時180.7公里，最高陣風更達到215.3公里。不過其後風勢明顯回落，氣象局在下午3時正改掛八號東南風球。氣象局在下午3時半直接取消所有風暴潮警告。天鴿之後逐步遠離澳門，氣象局在下午5時表示將於6時半改掛較低熱帶氣旋信號。氣象局在下午6時半改掛三號風球，當時天鴿集結在澳門之西北偏西約180公里。隨著澳門風勢完全緩和，氣象局在晚上9時半除下所有風球，截至8月24日早上7時，民防行動中心分別在澳門和離島錄得365宗事故報告，當中包括25宗建築物損毀、混凝土脫落及墮下物；72宗招牌廣告、簷篷、鐵枝、玻璃窗墜落及搖搖欲墜；9宗棚架倒塌、71宗天線及樹木倒塌；75宗被困升降機事故，當中42宗需由消防員救出。

#### 風災造成多人死傷
十號風球懸掛期間，澳門廣泛地區停電，後來甚至蔓延全澳，供水亦受嚴重影響。而氣象局亦受停電影響，網頁部份資訊一度停留在中午時份的資料。澳門電台發射設備在風暴中受重創，葡文頻道因設備損毀，暫停廣播，中文頻道維持有限廣播，澳廣視網站一度癱瘓。多棟建築物玻璃爆裂，散落一地，亦有建築物的鐵皮頂蓋遭掀起，鐵皮碎皮隨風散落滿街。外港碼頭及氹仔客運碼頭因設施損毀關閉，直至翌日早上港澳海上客運陸續回復正常。當局收到876宗事故報告，風暴造成10死244人受傷，成為自1983年颱風愛倫後，34年以來造成澳門最多人死亡的風暴。1人被強風吹倒撞牆傷重不治，1人從高處失足墮下死亡，另有1人被車撞死，肇事司機不顧而去，十月初五街有2人由於被困店舖地庫之後由海關派出蛙人搜救送到醫院後證實死亡，爐石塘亦有1名老婦被發現淹死在地鋪內，另外2人於內港典雅灣停車場被洪水淹浸，海關到場後亦進行搜救工作隨後該名傷者送到醫院後亦證實不治。在8月25日早上6時，消防在筷子基快達樓停車場地庫一層搜索到一具遺體，當場證實死亡。同日晚上7時，海關蛙人於沙梨頭大興街恆德大廈停車場地庫第3層中發現一具男屍，在水中長時間浸泡下，該死者的遺體已有發脹情況。而灝景峰地下停車場一度傳出有近十人被困，但經蛙人搜查後，並沒有任何發現。

#### 風災死亡名單
| 編號 | 死亡日期 | 發現日期 | 發現地點                       | 死亡原因 | 國籍/居民    | 年齡     | 性別 | 簡介 |
| ---- | -------- | -------- | ------------------------------ | -------- | ------------ | -------- | ---- | --- |
| #1   | 8月23日  | 8月23日  | 澳門黑沙環翡翠廣場             | 高處墮下 | 澳門         | 60       | 男   | 在黑沙環翡翠廣場一座從11樓家中墮至4樓平台。送院搶救後不治。 |
| #2   | 8月23日  | 8月23日  | 澳門南灣大馬路                 | 交通意外 | 澳門         | 49       | 男   | 在南灣大馬路近新葡京附近遭旅遊巴輾過，頭部受傷，搶救後不治。肇事司機涉不顧而去。 |
| #3   | 8月23日  | 8月23日  | 氹仔湖畔大廈                   | 強風吹倒 | 中国湖北黃石 | 30       | 男   | 持藍卡的外僱男子（外地僱員身份認別證），黃石籍駐澳部隊退役軍人阮班貴。在8月23日下班後，在等待回珠海期間，強風突然加大，阮班貴的公司因人手不足以應對突發重大災害，遂派阮往增援日昇樓及房屋局離島辦事處，當得知房屋局離島辦事處兩側大門因颱風損壞，隨時會吹倒，阮班貴於是緊急調用沙包進行安全防護，往返途中被強風刮倒，在氹仔湖畔大廈五至六座停車場收費處頭部重創，有路人表示傷者滑倒跌傷後頭部撞牆，經搶救後不治。 |
| #4   | 8月23日  | 8月23日  | 澳門十月初五日街57號雄記行水窖 | 溺斃     | 澳門         | 約50歲   | 男   | （與#5為兄妹關係）姓袁，因店舖水浸，到地庫將貨物移高時，大水淹至，兩人倉皇逃往舖面時，妹疑滑倒，兄折返救人，詎料雙雙遇難。消防局於8月23日中午接報，十月初五街57號雄記行糧食店因海水倒灌，有一名男子及一名女子被沖進店舖地庫（負一層）內，於是由海關的蛙人前往上址進行搜救，及後於店舖地庫搜獲一名男子及一名女子，立即將兩人送院搶救，及後證實死亡。 |
| #5   | 8月23日  | 8月23日  | 澳門十月初五日街57號雄記行水窖 | 溺斃     | 澳門         | 約40多歲 | 女   | （與#4為兄妹關係） 姓袁，因店舖水浸，到地庫將貨物移高時，大水淹至，兩人倉皇逃往舖面時，妹疑滑倒，兄折返救人，詎料雙雙遇難。消防局於8月23日中午接報，十月初五街雄記行糧食店因海水倒灌，有一名男子及一名女子被沖進店舖地庫（負一層）內，於是由海關的蛙人前往上址進行搜救，及後於店舖地庫搜獲一名男子及一名女子，立即將兩人送院搶救，及後證實死亡。 |
| #6   | 8月23日  | 8月23日  | 澳門馮家圍                     | 溺斃     | 澳門         | 約70多歲 | 女   | 消防局於8月23日中午接報，一名姓馮的女子倒臥在爐石塘馮家圍1-B號地鋪店舖內，懷疑因海水倒灌，被困在店舖內，經消防局到場檢查後，發現該名女子已死亡。經初步對屍體調查，死者身上沒有發現其他可疑或可能由刑事引致之傷痕。 |
| #7   | 8月23日  | 8月24日  | 澳門典雅灣地下停車場           | 溺斃     | 澳門         | 58       | 男   | 姓關。8月23日10時許，據悉4名典雅灣業主為防水浸，維修大廈停車場的閘門，期間潮水突然湧至，其中2名男子走避不及，被沖入停車場內。生還者立即報警，因潮水不退並不斷水漲，消防等人員無法展開救援，直至下午6時許潮退後才開始搜救，消防員先進行排水，海關蛙人多次潛入停車場內搜索，其中一名死者於8月24日凌晨3時45分被發現在B1層地庫。死者的家屬見狀十分激動，死者的兒子抱父痛哭，為父親作心外壓；失蹤約16小時才被尋獲，已經無生命迹象，送院後證實死亡。 經司警調查，在8月23日早上，兩名死者協助停車場安放水閘時，水流急湧致使水閘被沖毀，兩名死者亦被水流沖進停車場內而被溺斃，經初步對兩具屍體檢查，身上沒有發現其他可疑或可能由刑事引致之傷痕。 |
| #8   | 8月23日  | 8月24日  | 澳門典雅灣地下停車場           | 溺斃     | 澳門         | 58       | 男   | 姓黃，任職建築工程。8月23日10時許，據悉4名典雅灣業主為防水浸，維修大廈停車場的閘門，期間潮水突然湧至，其中2名男子走避不及，被沖入停車場內。生還者立即報警，因潮水不退並不斷水漲，消防等人員無法展開救援，直至下午6時許潮退後才開始搜救，消防員先進行排水，海關蛙人多次潛入停車場內搜索，其中一名死者於4時16分被發現在B1層地庫。。死者的家屬見狀十分激動，死者被尋獲後，多名親人上前痛哭，有親人抱着死者上救護車。失蹤約16小時才被尋獲，已經無生命迹象，送院後證實死亡。經司警調查，在二十三日早上，兩名死者協助停車場安放水閘時，水流急湧致使水閘被沖毀，兩名死者亦被水流沖進停車場內而被溺斃，經初步對兩具屍體檢查，身上沒有發現其他可疑或可能由刑事引致之傷痕。 經司警調查，在8月23日早上，兩名死者協助停車場安放水閘時，水流急湧致使水閘被沖毀，兩名死者亦被水流沖進停車場內而被溺斃，經初步對兩具屍體檢查，身上沒有發現其他可疑或可能由刑事引致之傷痕。 |
| #9   | 8月23日  | 8月25日  | 澳門筷子基快達樓地下停車場     | 溺斃     | 澳門         | 約30多歲 | 男   | 8月25日早上6時24分，民防行動中心接獲消防局通知，海關潛水員在筷子基快達樓負一至負二層停車場之間發現一名男性遇難者的屍體，死者姓黄。 |
| #10  | 8月23日  | 8月25日  | 澳門恆德大廈地下停車場         | 溺斃     | 澳門         | 約30歲   | 男   | 8月25日傍晚7時37分，民防行動中心接獲消防局通知，海關潛水員在大興街恆德大廈負三層停車場近樓梯防煙門發現一名男性遇難者的屍體。身穿深藍色衣服的男死者，死者當時已無呼吸及心跳，在水中時間長，身體已有發脹情況，但已通知相信是遇害人士的家人。 |

### 氣象局局長下台

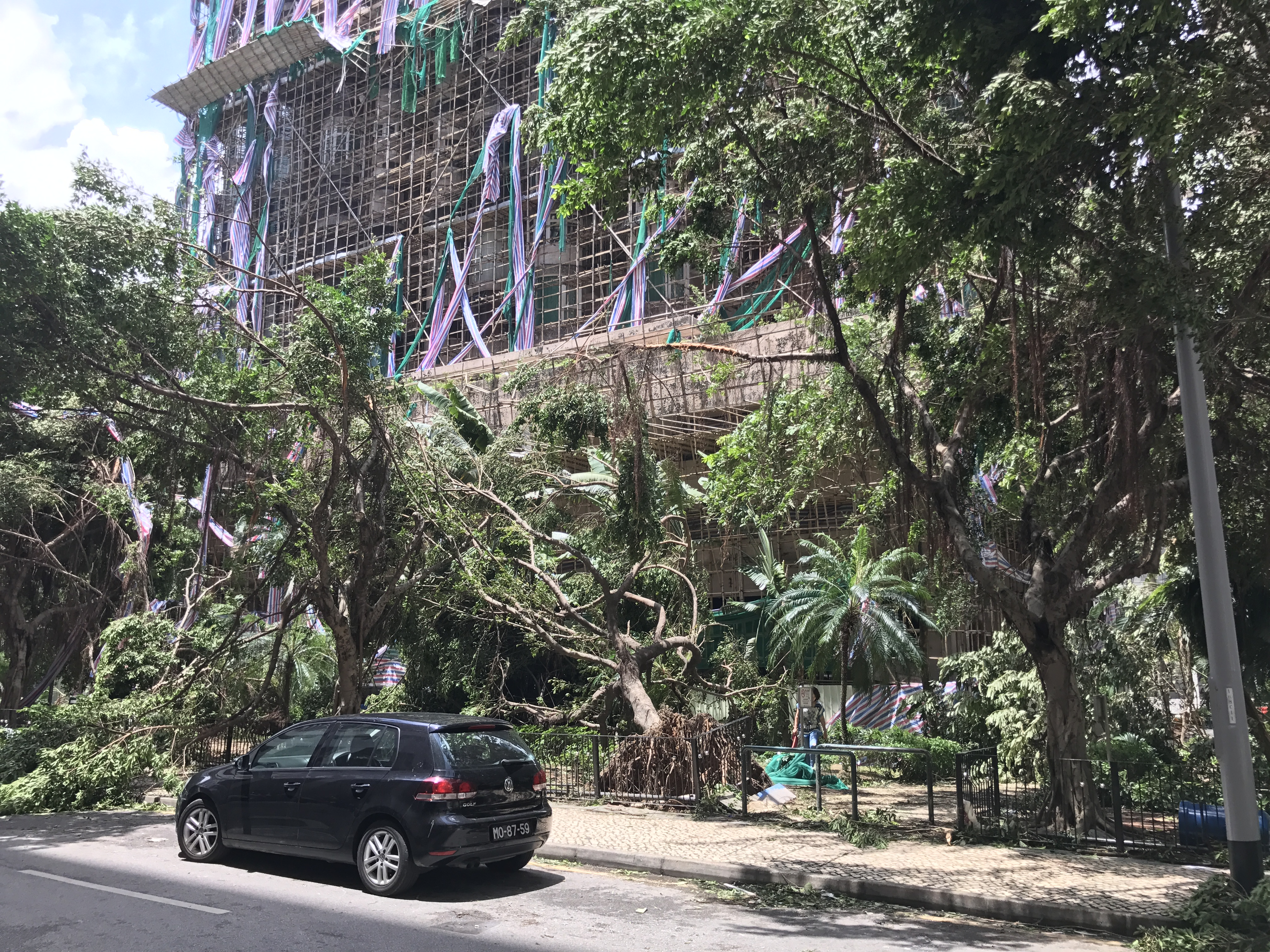
風暴過後，皇朝區多棵大樹折斷

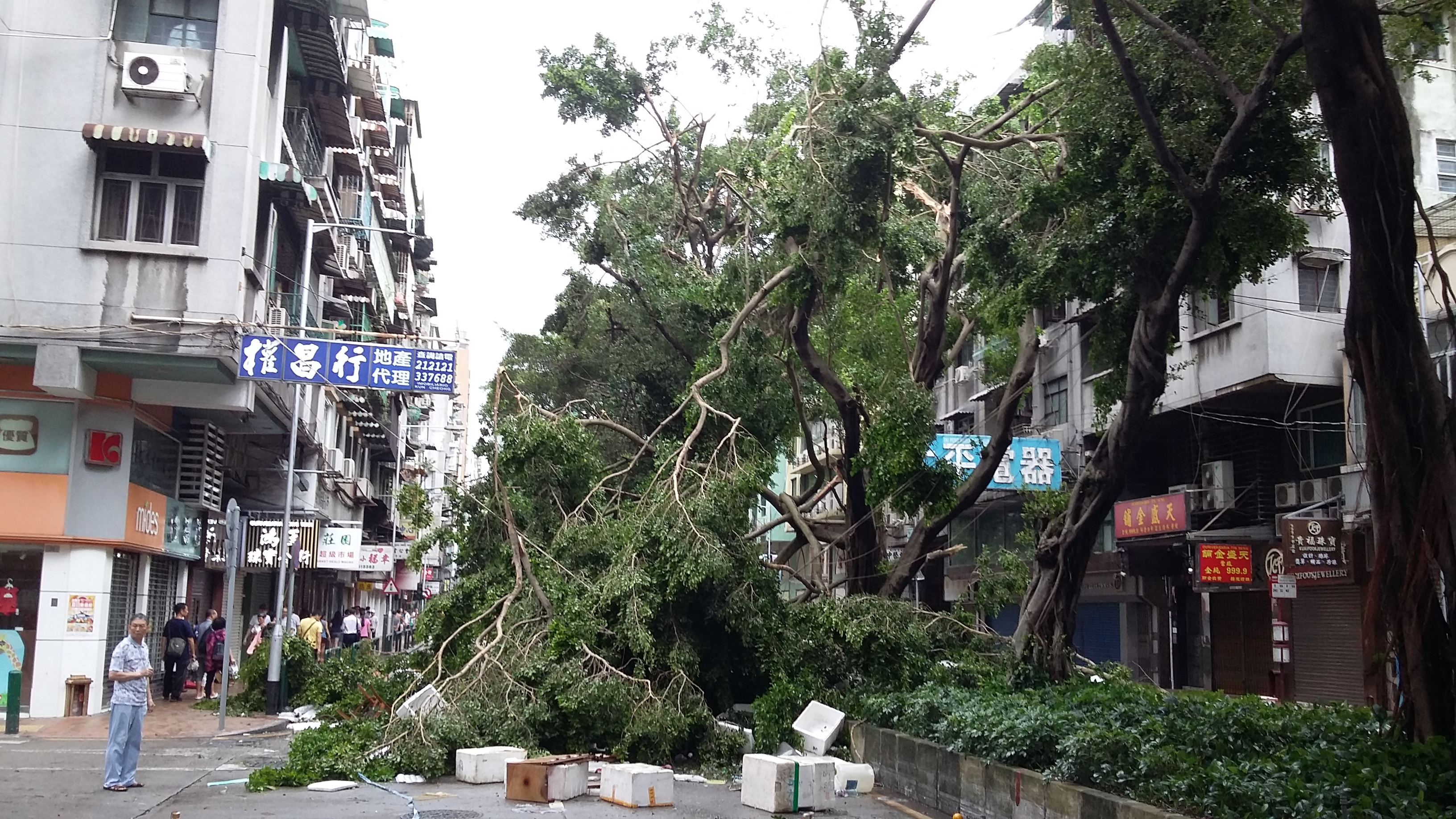
風暴過後，多棵大樹壓倒在高士德大馬路行車線上

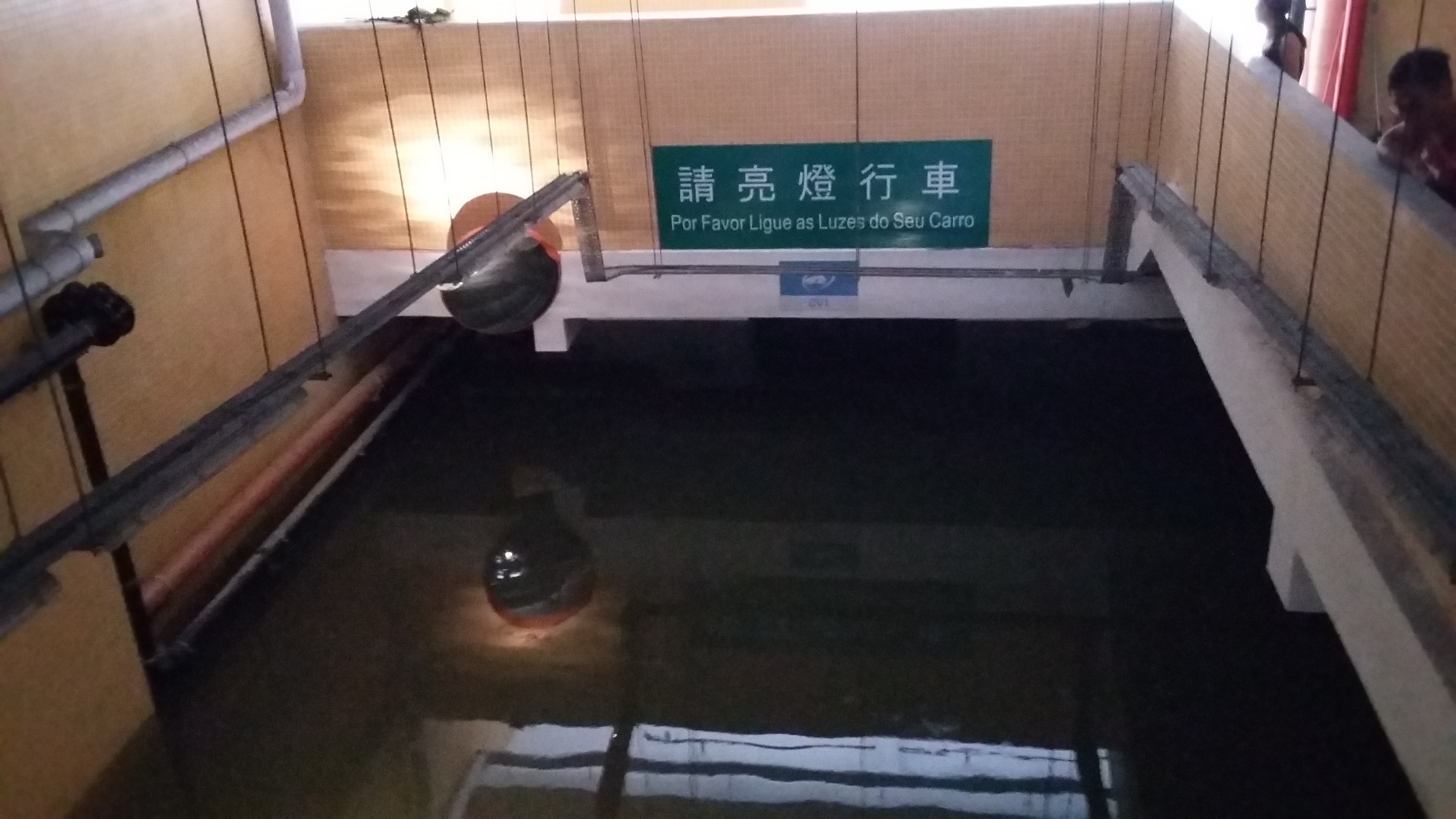
風暴過後， 筷子基快達樓地下車庫水仍高至負一層天花

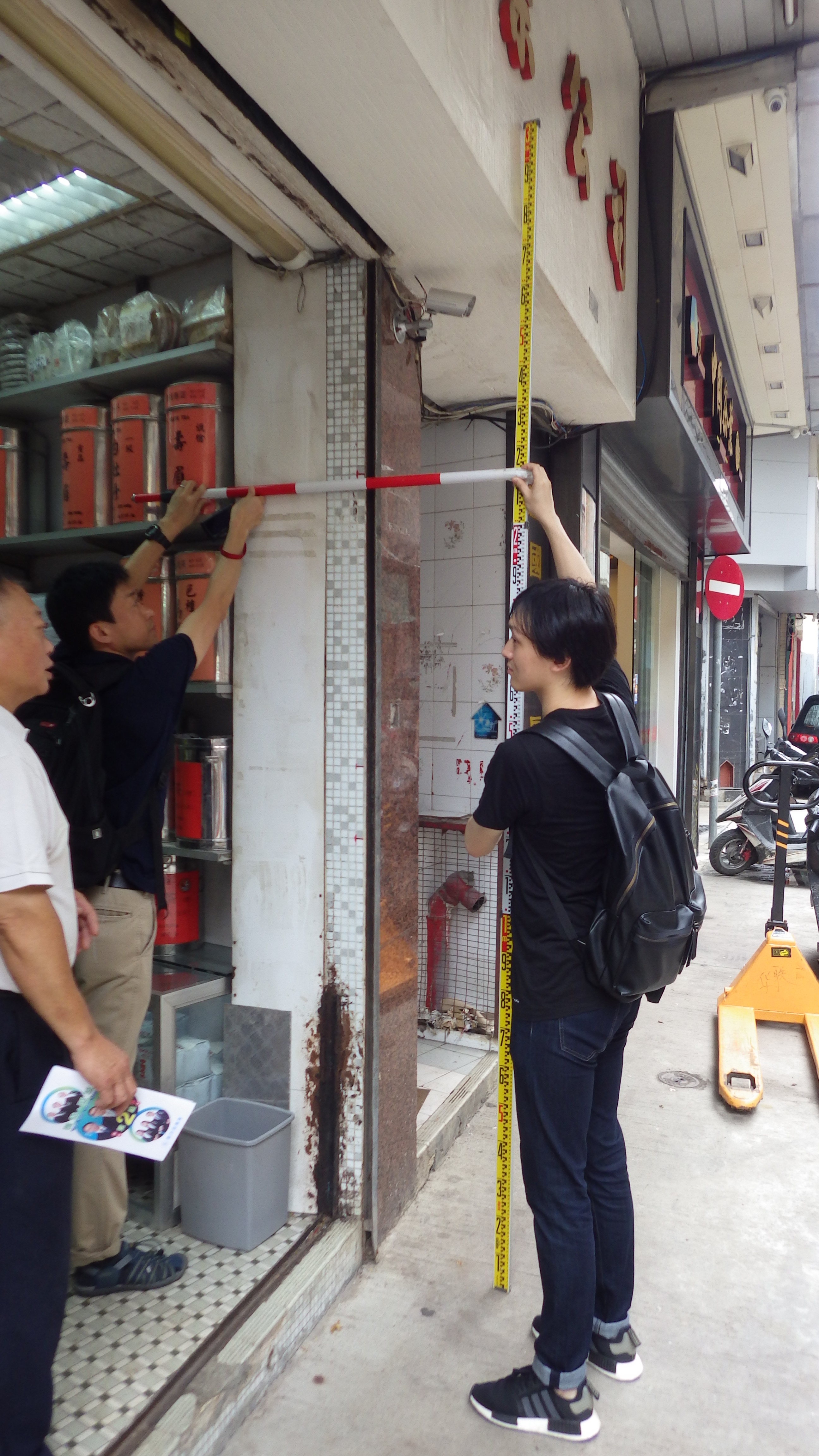
風暴過後，東京工業大學研究人員在十月初五街向商戶量度水浸高度

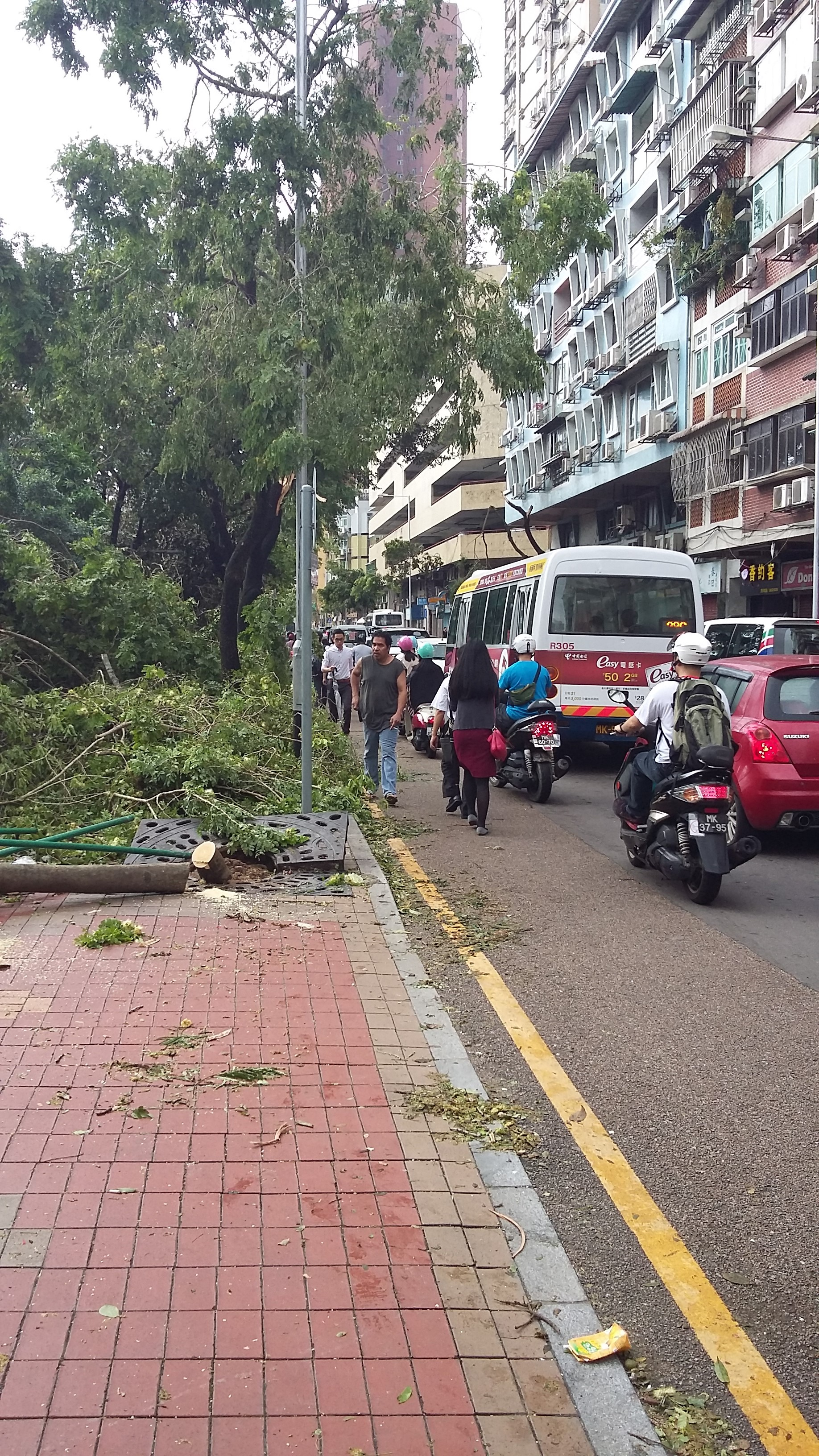
風暴過後第一日，美副將馬路多棵大樹壓倒在行人路，行人只能於車道上通行

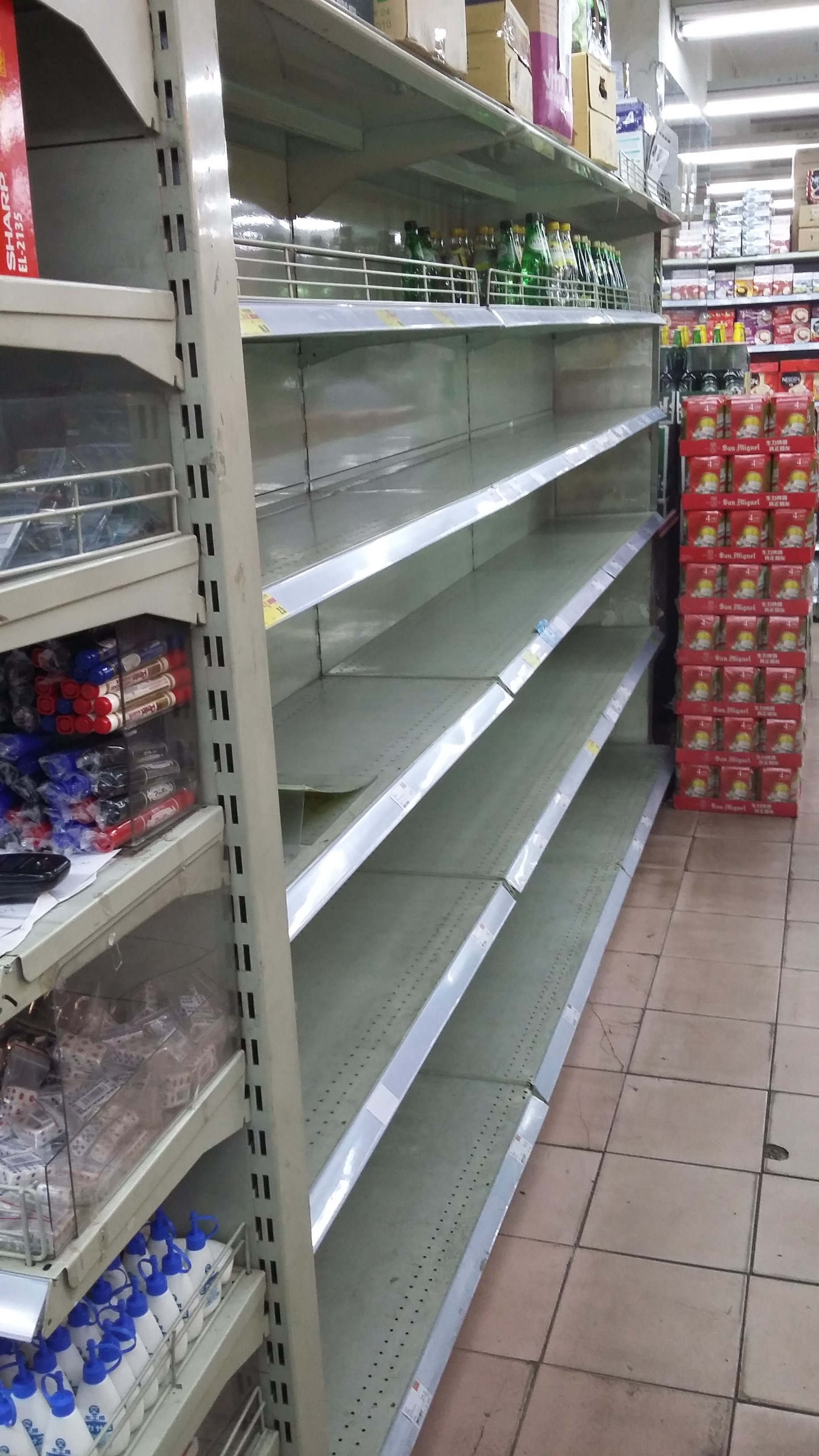
風暴過後第一日，超級市場內飲用水稀缺

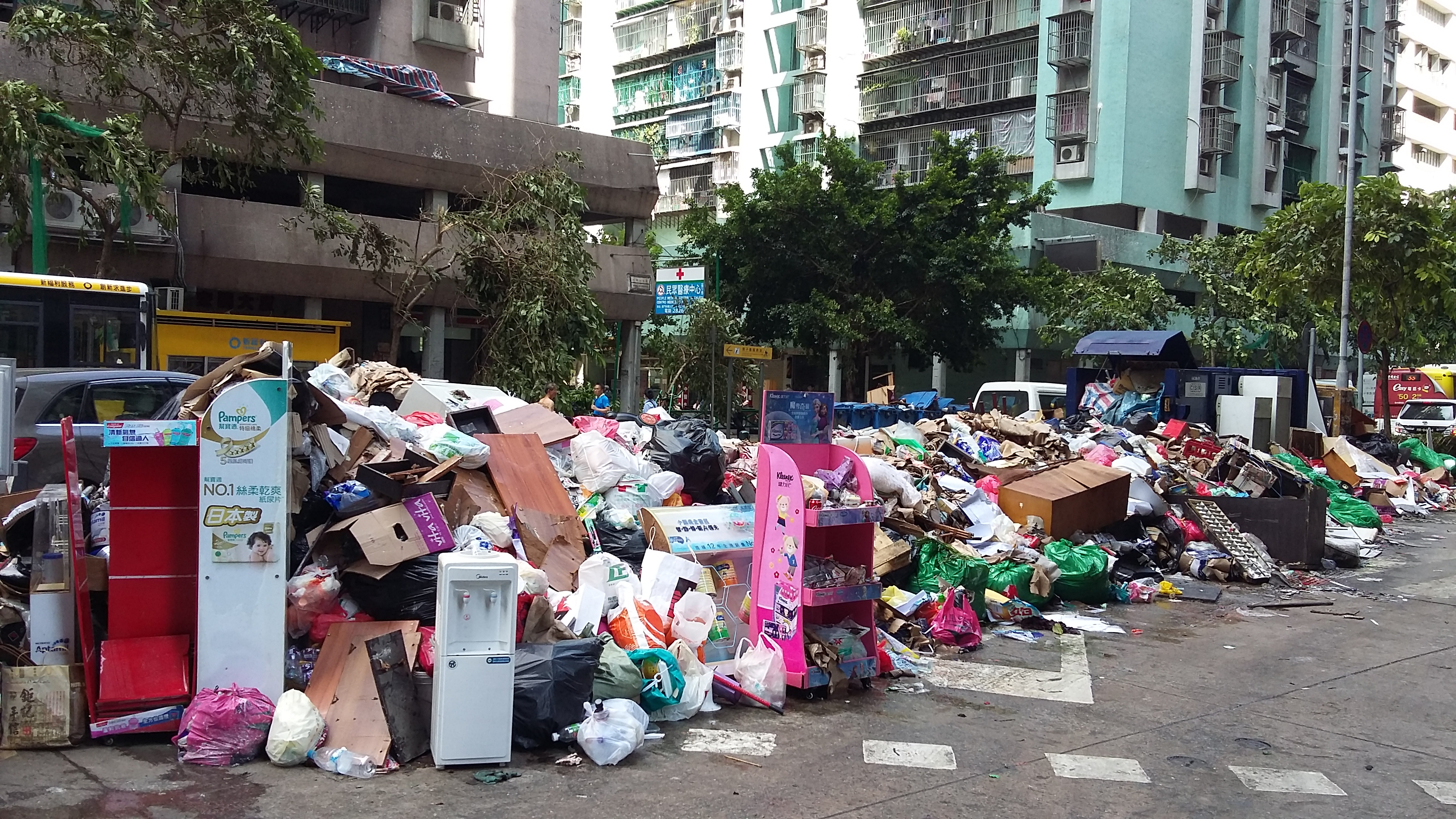
風暴過後第二日，大量被水浸泡的物品丟棄於筷子基總站的垃圾站。

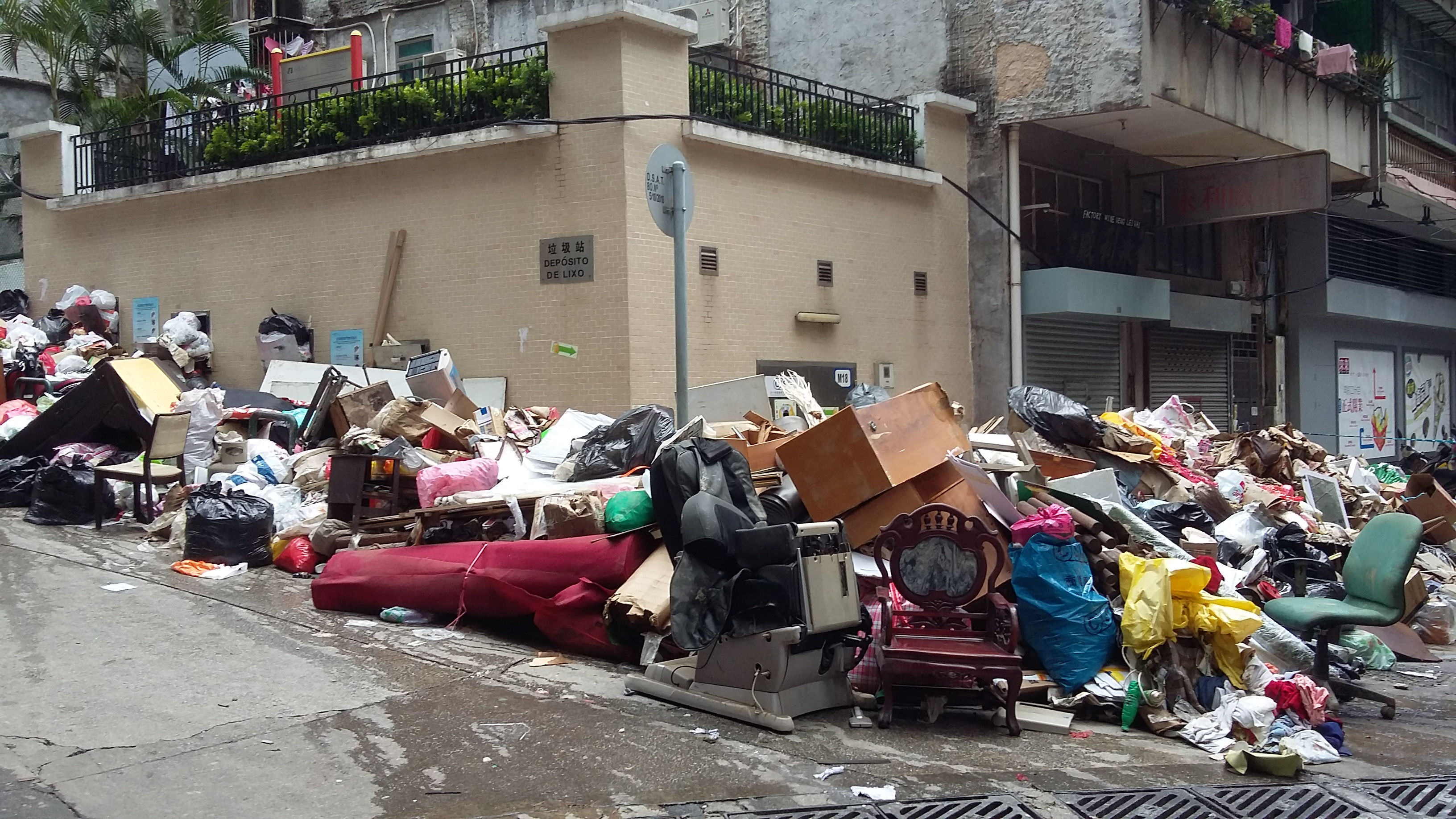
風暴過後第二日，市面仍然有大量垃圾。

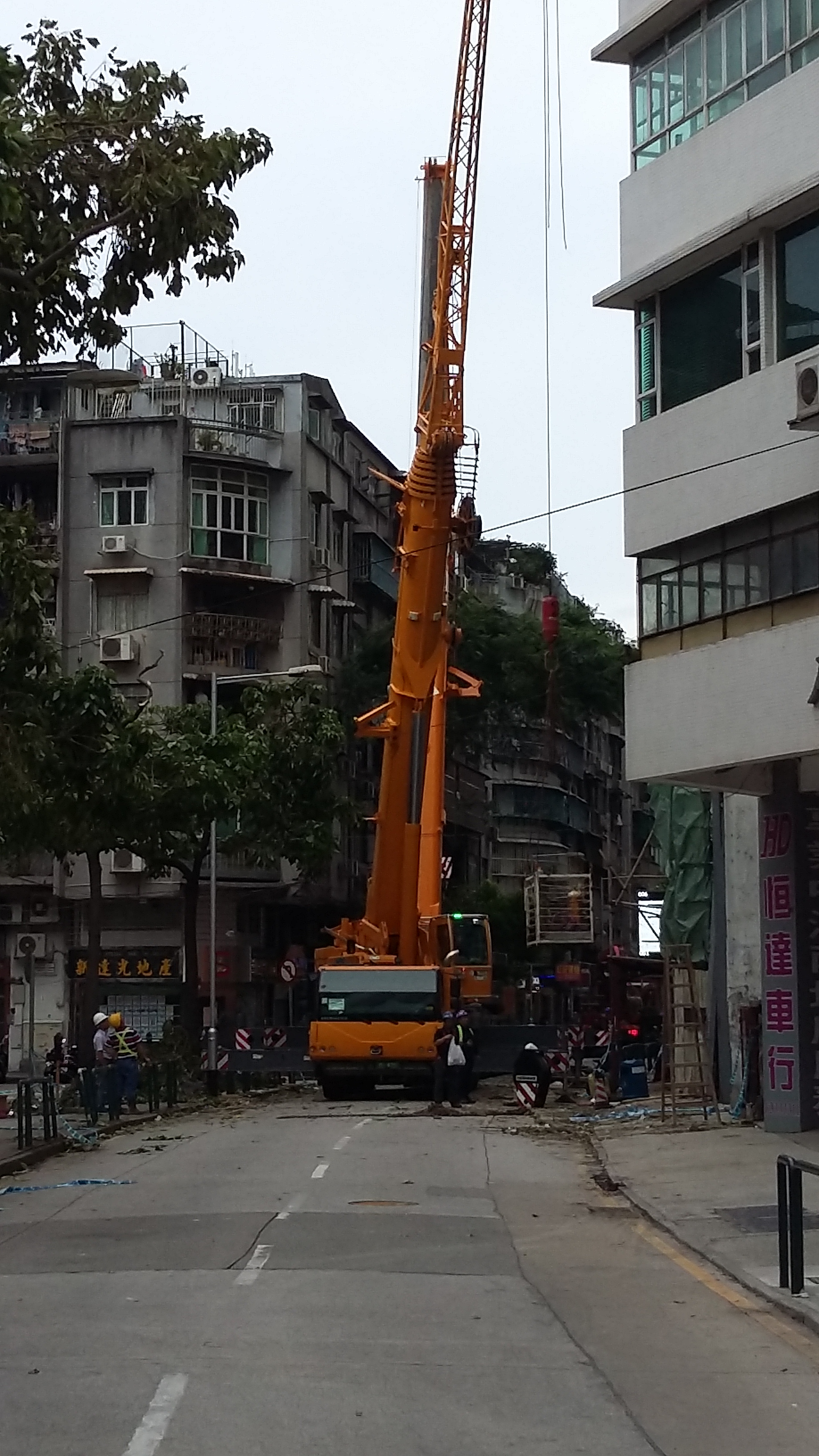
風暴過後第二日，黑沙環馬路有工程車處理棚架倒塌。

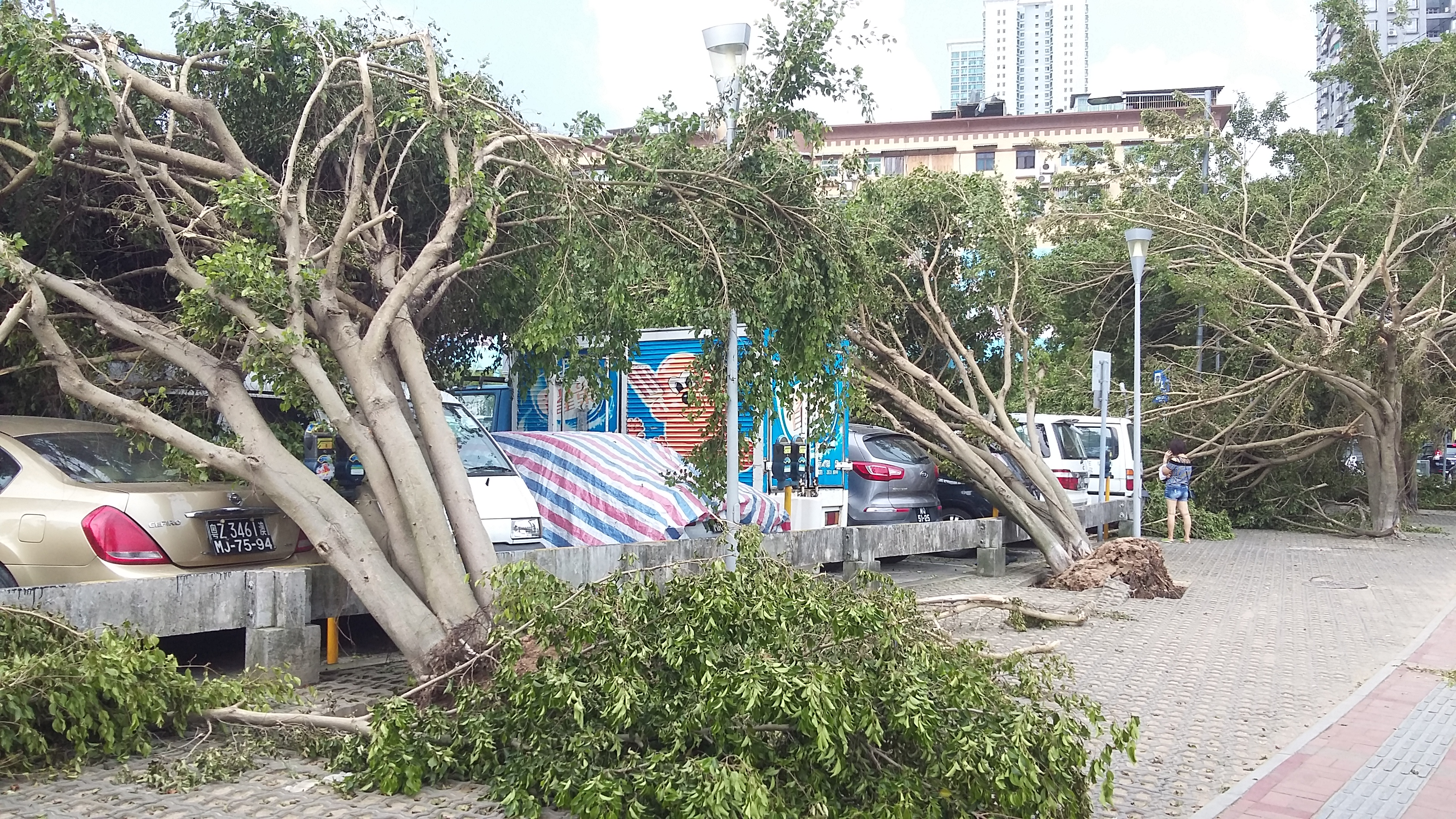
風暴過後第二日，媽閣情況

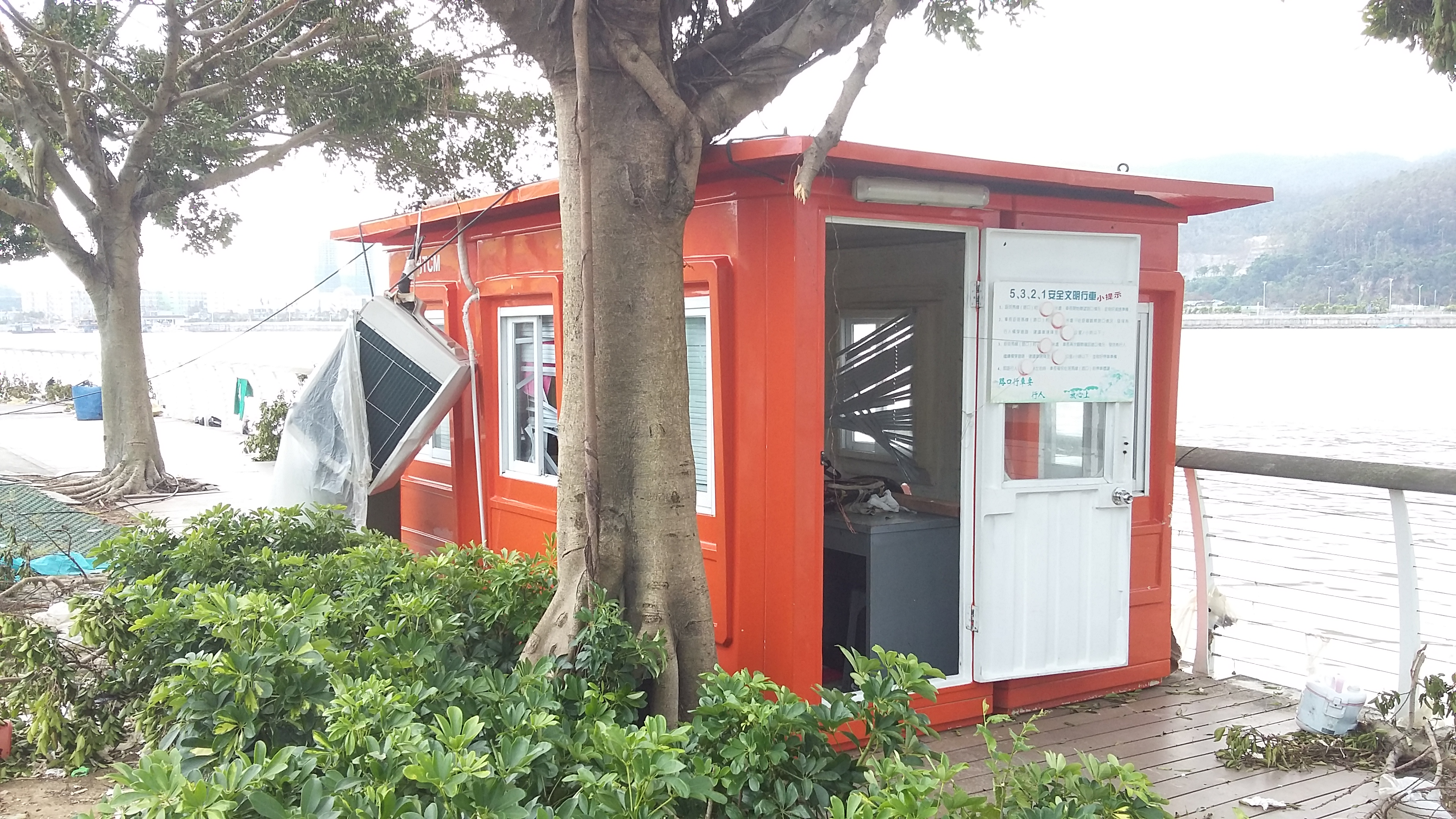
風暴過後第二日，媽閣總站情況

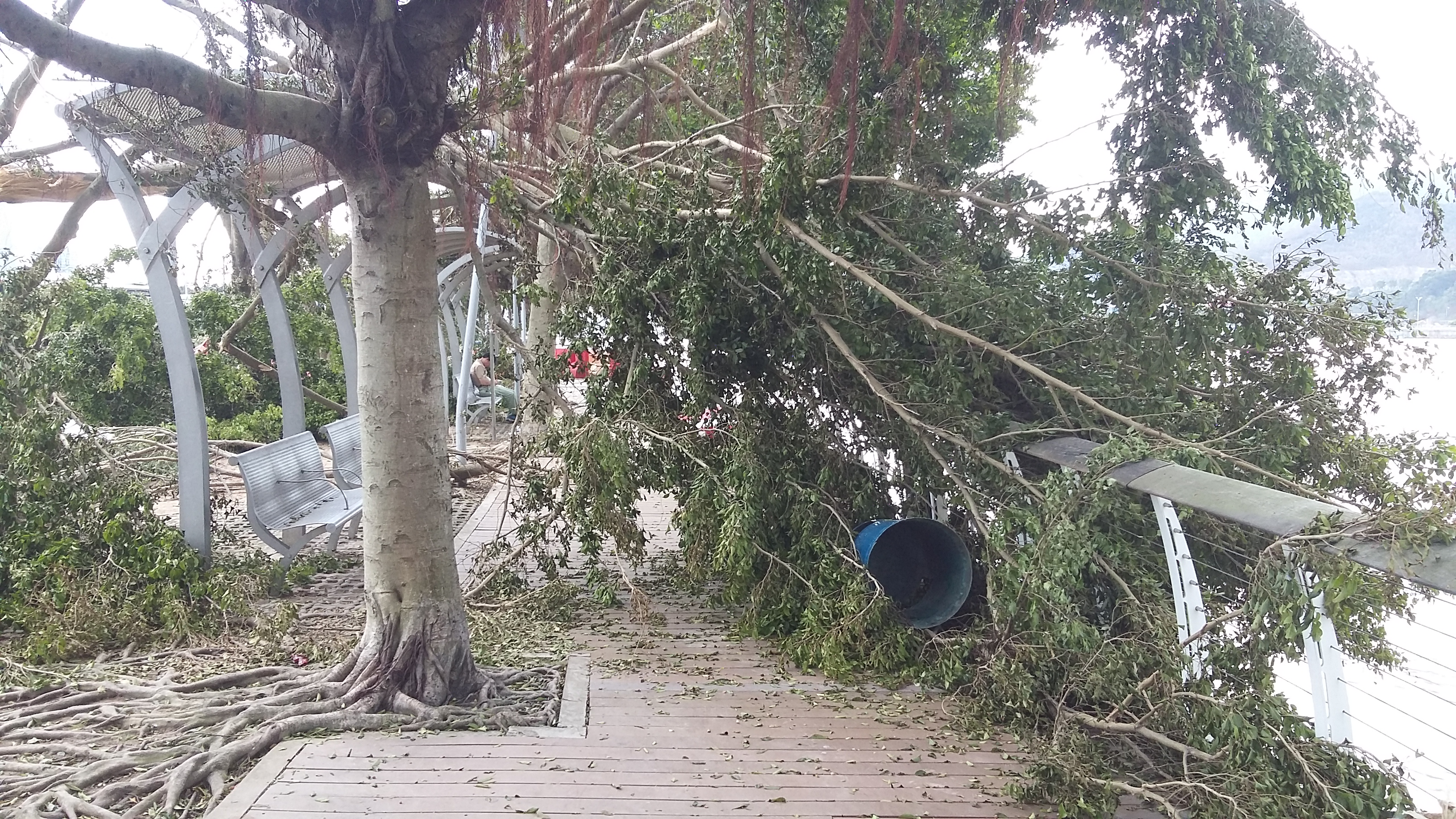
風暴過後第二日，西灣湖景大馬路多棵樹木受損

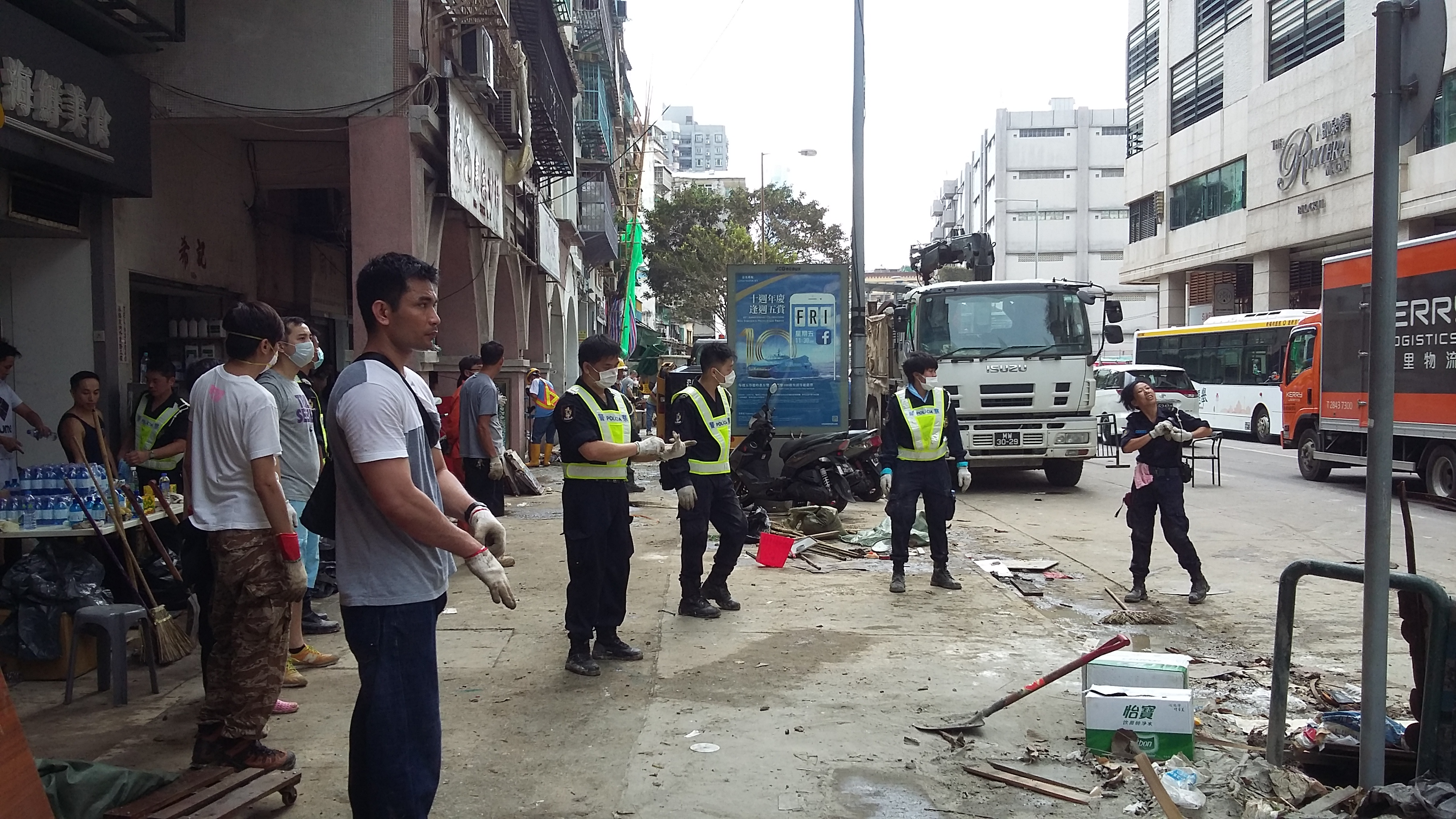
風暴過後第二日，河邊新街情況

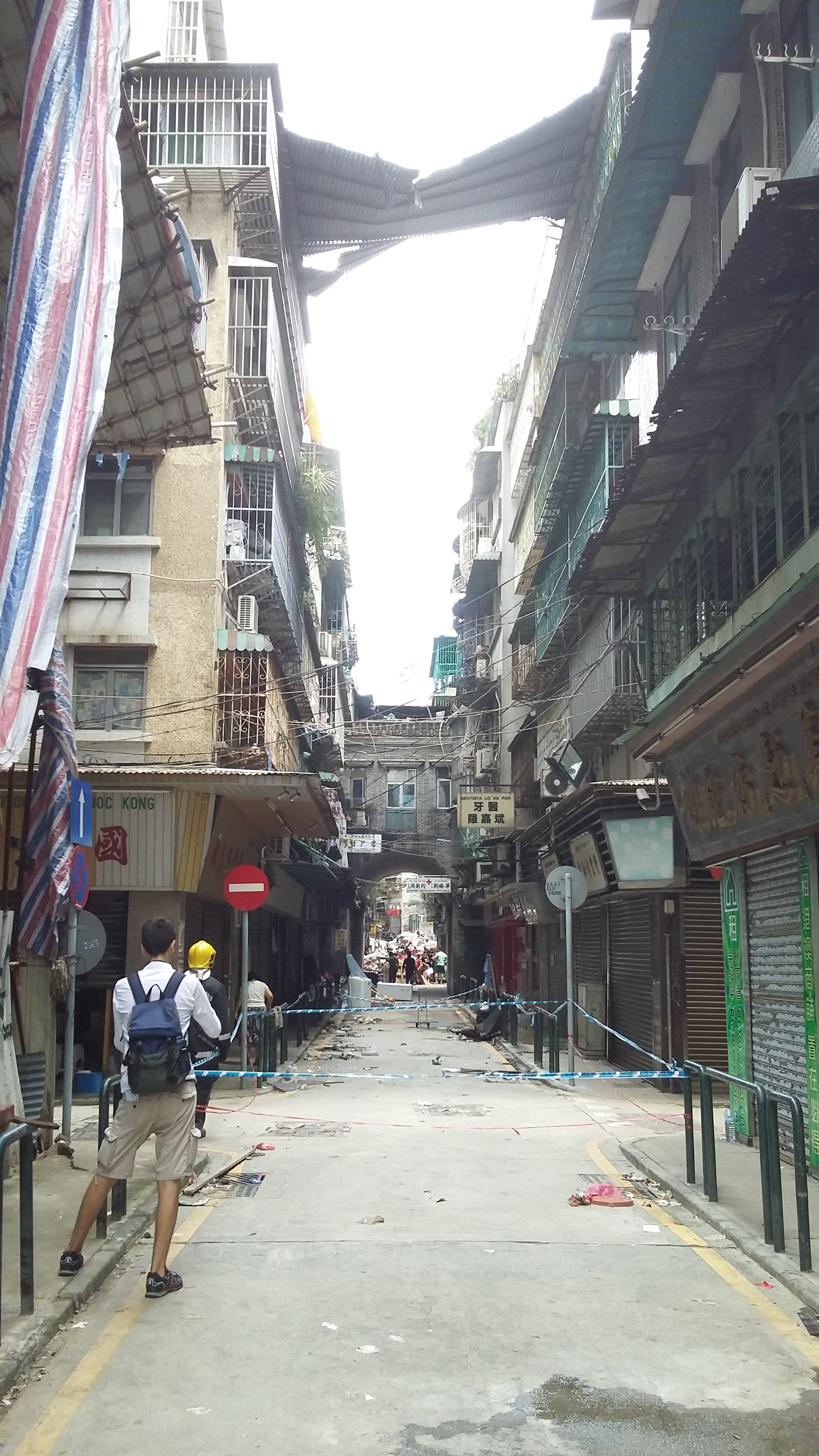
風暴過後第二日，下環情況

是次風災於澳門激發強烈民憤，大量市民不滿氣象局太遲懸掛八號風球，在短時間內多次提升風球級別，令市民低估天鴿的威力，亦令市民完全沒有時間作出應對措施；同時政府防風、防水浸措施和基建亦非常缺乏，無力應付風暴潮，終導致10人死亡，當中7人更是被風暴潮沖入店舖或地庫停車場溺斃。
天鴿襲澳當日，澳門氣象局的實時天氣網頁顯示九澳在上午10時36分開始錄得每分鐘平均風力達到12級的風速 。根據第77/2019號案 （页面存档备份，存于）對行政司法裁判的上訴文件顯示，大潭山站、友誼大橋北峰站、九澳站在上午10時53分開始錄得每十分鐘平均風力超過117公里的風速；友誼大橋南峰站在上午10時57分開始錄得每十分鐘平均風力超過117公里的風速。大潭山更於上午11時06分錄得每小時217.4公里之最高陣風記錄，當局亦從風暴消息報導中表示此風力已經是有紀錄最強，顯示氣象局太遲懸掛九號及十號風球，產生不到法律規定的預警作用。
此外繼2012年颱風韋森特正面襲澳期間，氣象局拒發黑色風暴潮警告後，天鴿掠澳時氣象局亦過份延誤發出最高風暴潮警告。氣象局的預測和天氣報告早於上午10時已經預料內港有高出路面1米的水浸，但一直只是維持較低級別的紅色風暴潮警告；至懸掛最高風球之際，才同步發出黑色風暴潮警告，此時澳門廣泛地區已經出現嚴重水浸，內港、筷子基一帶沿海路段，水浸更加足以淹沒整部私家車。

#### 政府首場記者會解釋 輿論壓力引致局長下台
8月23日晚上，澳門特區政府召開跨部門記者會。氣象局局長馮瑞權在這次記者會中表示此次天鴿是「一個特別的颱風」，一切「按照正常和一般程序進行」。而社會大眾都歸責於氣象局通報機制落後，馮瑞權表示「若市民需要」可作道歉，記者追問有關問題時，他再就發放信息不足作鄭重道歉，但會否引咎辭職則未有回應。網民一面倒指氣象局局長馮瑞權草菅人命，為了令各大娛樂場於早上8時順利換班，才把八號風球推遲至上午9時懸掛，使近8500人聯署要求他下台。馮瑞權解釋，天鴿吹襲前一日下午絕大多數預報中心的預測路徑均在香港以東登陸，又指當日早上到香港以南或東南時突然轉向北面並迅速增強，才導致訊息延遲，這是絕少數颱風會在登陸前這麼快增強，且在那時形成了強颱風，因此在考量相關變數下，已即時加強颱風信息發布，包括氣象局已於22日發出紅色風暴潮預警等。不過22日下午2時主流官方氣象部門皆已改為預計天鴿會在珠江口以西登陸，且翻查澳廣視網站紀錄，氣象局在風暴抵達前一日下午已經預測天鴿將正面吹襲澳門，氣象局理應有充足時間改掛更高風球。

#### 政府次場記者會解釋 輿論壓力引致政府追究局長
最終氣象局局長馮瑞權下台，澳門政府在24日下午6時半再次召開新聞發佈會，會前台上多名政府官員先向風暴期間的死難者默哀1分鐘；記者會一開始，行政長官崔世安就馬上公佈，馮瑞權已向他提出以私人理由請辭，並獲接納；而政府各機關、邊境口岸、對外海空港口及駐外辦事處的區旗於25日下半旗致哀。起初曾有輿論認定馮瑞權是遭到問責下台，但旋即有網民指出，由於馮瑞權沒有觸犯刑事罪行，且實際上無異於申請提早退休，按照制度可「咬長糧」（享有長俸）。記者會上有記者就此問題連番追問特首，並未得到正面回應證實或否定該言論，但崔世安指不排除向馮瑞權展開紀律程序。馮瑞權隨即於風災過後不足1星期，在8月29日申請退休、至9月13日獲批；隨後終由政府證實馮瑞權退休後，即使遭受最嚴重的撤職處罰，也只能按機制以停發退休金4年代替。此項公職法被揭有問題後，更多的輿論認為是馮瑞權預料自己將會遭到紀律程序追究，為避免自己在職時被革職以致終身喪失退休金，從而申請提早退休。
受天鴿事件影響下，民意調查中心發佈，澳門居民對行政長官崔世安評分有所下降，2017年9月份評分跌至46分，為全年最低，但在兩個月後已重返50分以上。然而，保安司司長黃少澤在立法會上強調，行政長官在天鴿風災期間已儘了最大努力協調，做了很多指揮工作，形式上雖然沒啟動緊急事故應變委員會，但參與人員的層級高於委員會。在因天鴿懸掛八號風球後，行政長官至凌晨2時一直駐守在氹仔的民防中心指揮，救災期間一日開4次會，不斷協調統籌五司相關部門，從未停頓，行政長官已儘了最大努力。認為行政長官沒處理沒指揮是錯誤的說法，只因行政長官低調，沒有公布。

#### 成立檢討重大災害應變機制暨跟進改善委員會
行政長官崔世安在政府公報刊登批示，設立檢討重大災害應變機制暨跟進改善委員會，以提出未來應對危機處理的整體規劃，加強處理危機的協同效應，提高應對能力，該委員會由行政長官擔任主席，成員包括5名司長，警察總局局長及海關關長，並且可設立多個專責工作小组並邀請專業人士、專家學者，以及社會人士參加工作。批示指出，委員會檢視現行危機處理機制，尤其會包括氣象預報、民防工作的統籌、信息發布的協調，以及相關基礎設施的狀況。澳門廉政公署亦在8月28日作出批示，對氣象局有關颱風預報程序及內部管理展開專案調查。尤其是氣象局前局馮瑞權在完善預報程序、改善內部管理方面所應承擔的責任，並將有關調查結果依法呈交行政長官。同時會將報告向社會公布。廉署指2016年颱風妮妲吹襲澳門時，廉署已收到不少投訴，質疑氣象局不懸掛八號風球的決定。經過當局調查，氣象局在颱風預報程序、所採取的標準及內部管理方面存在一定問題，當時已向氣象局領導層提出改善建議。廉署表示，這一次天鴿襲澳再收到大量投訴，質疑氣象局的預報。早於《2016澳門廉政公署工作報告》中，廉政公署披露馮瑞權於2014年將部分權限轉授予該局副局長梁嘉靜，包括「批准假期」、「超時或輪班工作」等「轉授予」梁嘉靜，但是轉授權的批示並未依法得到上級確認及在《特區公報》上對外公佈，有行政違法之嫌。馮瑞權承認曾簽署有關批示，解釋旨在釐清副局長權限，而非授權。廉政公署對馮瑞權上述講法表示感到詫異，表示「無論是內容還是形式，該內部批示皆為典型的轉授權批示，普通人從字裡行間也能得出局長透過該批示將權限轉授予副局長的結論」。又指馮瑞權亦曾於2000年和2012年作出過類似的轉授權批示，同樣未依法得到上級確認及在《特區公報》上公佈，認為馮瑞權發批示本身已構成行政違法，而副局長依據有關批示所作出的決定亦屬違法。廉署指出，公共部門面對監察機關的調查或公眾、傳媒的質疑，應該抱着實事求是的態度，該解釋的解釋、該澄清的澄清，但當事實清晰、證據確鑿時，若繼續堅持己見、拒不認錯，甚至砌詞狡辯，不僅無法及時糾正錯誤，而且會耗費行政資源。因氣象局一直否認事實，導致廉署前後索取了超過800頁的文件，花費8個月才完成調查。
廉政公署在10月19日完成《關於氣象局颱風預報程序及內部管理的調查報告》並呈交行政長官崔世安和對外公開，指沒有證據顯示證實氣象局對妮妲及天鴿的預報工作違反相關領域的法例或法定程序，亦無證據顯示氣象局懸掛熱帶氣旋信號的決定受到任何外來因素影響；但直斥熱帶氣旋預報的內部流程和指引急需完善，人力資源及設施管理有待改進，氣象局領導對此責無旁貸。廉署更揭發應對風暴襲澳時的決策根本並非如馮瑞權先前所指，所有決定均經氣象局領導、相關主管和氣象技術人員進行會商，共同詳細討論熱帶氣旋的最新形勢和對澳門影響後才作出，而是依賴馮瑞權的個人判斷和決策；馮瑞權在非辦公時間更只會在家中透過網絡監察風暴數據、資訊，由副局長電聯馮瑞權單對單匯報，馮瑞權作出懸掛風球決定後再電話聯絡當值預報員發佈相關消息，然而副局長梁嘉靜過於輕視天鴿威力，在8月23日早上6時前，氣象處處長鄧耀民告知梁嘉靜，懸掛八號風球不能遲於早上9時，希望在早上6時前可向外公佈，唯梁嘉靜還未決定懸掛八號風球的時間，故於早上6時08分， 氣象局發出9時前將考慮改掛八號風球的信息，並且在早上6時半對著雷達圖表示“這個大眼仔無風的”，不需增加人員幫忙，之後便離開了預報中心。氣象處處長鄧耀民曾與前線同時商討有關風暴潮警告的發出，他們都覺得可能需要改發黑色風暴潮，曾透過電話與嫌疑人梁嘉靜談及這問題，但獲回覆稍後再看情況而定，因此漠視了下屬的建議。即使在8月23日天鴿直襲的早上，馮瑞權趕回氣象局總部後，亦只直接進入局長辦公室，未有到氣象監察中心向前線預報員了解情況，因為他認為預報員的經驗比領導主管少，分析不一定到位。廉署狠批馮瑞權沒有駐守氣象局總部嚴陣以待的做法，與市民期望相去甚遠，「居家決策、遙控指揮」的方式與其他氣象部門有極大落差，一旦有任何意外發生，隨時會造成晚掛風球甚至漏報，嚴重威脅澳門市民生命安全。事實上馮瑞權未有通宵留守氣象局的做法，與對岸香港天文台台長岑智明及其團隊的處理方式亦形成強烈對比，引來氣象愛好者對馮瑞權的猛烈和嚴厲譴責。岑智明於風暴過後在Facebook透露「連續40小時通宵與天鴿搏鬥」，長駐天文台總部預報中心與團隊並肩作戰。

#### 成立風災專案調查委員會 改革風球懸掛標準
繼廉政公署後，由行政長官崔世安宣佈成立之風災專案調查委員會緊接於11月公佈調查結果，直斥氣象局時任局長馮瑞權與副局長梁嘉靜失職及違規，應承擔紀律責任，已呈交行政長官崔世安並展開紀律程序，但基於紀律程序之保密原則，不能把具體失職及違紀事項即時公佈，而建議懲處亦未透露。風災事隔大半年後，特首崔世安終在2018年4月11日宣佈對馮瑞權及梁嘉靜兩人之紀律處分，馮瑞權遭到革職，而梁嘉靜則被停職130日。然而馮瑞權在2017年9月13日獲批准退休雖因程序出錯作廢，但隨後他仍在11月27日成功聲明退休，使他的懲罰一如所料，按機制大大減低至僅被罰停收退休金4年，未能平息風災引發之公憤。在澳門政府公佈對馮、梁二人的處罰後，氣象局亦宣佈多項改革措施，包括根據由2018年4月16日起生效之《第61/2018號行政命令》，改以較寬鬆的10分鐘平均風速取代過嚴的每小時平均風速為懸掛熱帶氣旋信號標準、修改九號風球定義為與香港之九號烈風或暴風風力增強信號一致、放寬十號風球定義至不再要求颱風中心必須橫過澳門、增設「強颱風」和「超強颱風」等級，與香港天文台和中國國家氣象中心看齊，以及由該年6月12日起，把風暴潮警告系統由三級制增至五級制。
後來，行政長官針對有關馮瑞權的紀律違反事實在2021年3月3日歸檔，原因在於多項證明天鴿快速增強是不尋常及不可預見的情況。但無論如何，基於氣象局於2017年8月23日凌晨所持的預測數據，以及懸掛風球決定時所考慮過的預測數據，是不能預測結果是會這樣的。亦是因為未能預計其顯著增強，造成了風力於比馮瑞權及梁嘉靜兩人預期的時間更早便以超過62公里/小時的風速吹襲澳門。倘造成吹襲澳門的風速於早上9時達八號風球的最低值之因素是颱風天鴿的快速及顯著增強的話，以及是無法預計的話，則得出的結論是，就懸掛八號球的預測上，馮瑞權及梁嘉靜兩人沒有違反熱心義務。因為總不可能要求預測一些無法預見的事情，更不能基於此要求而作出紀律性質的責任追究 (無論如何，雖然八號風球於8月23日早上9時懸掛，但與民防及與公眾發佈的訊息均於8月23日早上約 7時進行。即是在風球開始以達至超過62km/h 的速度吹襲澳門前的約兩小時已作通知，已遵守第 16/2000 號 行政命令第二點第二段(三)項的規定，氣象局亦根據規定，「預先提供所需的氣象資料，以便採取可能影響澳門特別行政區正常生活的特別措施， 而該等措施並不直接倚賴上述預測信號」，至於十號風求，倘認為十號風的懸掛屬遲延的話，那麼，上述分析對懸掛十號風的決定同樣適用。可以肯定的是，第 16/2000 號行政命令並沒有規定風球需最少提前多少時間懸掛，亦正如證人香港天文台前台長林超英所言，九號及十號風球只具資訊作用，因為，所有的預防措施應在通報懸掛八號風球的時候已經作出。因此，結論是，在答辯階段採集的證據足以推翻控訴書就懸掛風球方面第77/2019號案第66頁面的指控。另外，在颱風天鴿吹襲澳門期間，對於預測水位因風暴潮而上升方面，馮瑞權及梁嘉靜作為氣象局的局長及副局長，由於沒有以應有及可有的小心、謹慎及積極迅速的方式行事，而造成未能以應有及預期的效益執行職務。過錯違反《公共行政工作人員通則》 第279條第2款b項及第4款所指的熱心義務；根據第15/2009號法律《領導及主管人員通則的基本規定》第1條第2款及第11條第1款的規定，因而經綜合考慮後認定嫌疑人馮瑞權的適當、適度及公正的紀律處分是180日的停職處分，而嫌疑人梁嘉靜的則為60日的停職處分，就嫌疑人馮瑞權的情況，由於已退休，按《公共行政工作人員通則》第306條第1款的規定，其停職處分由喪失相等於停職期間之退休金代替。

### 出動解放軍救災

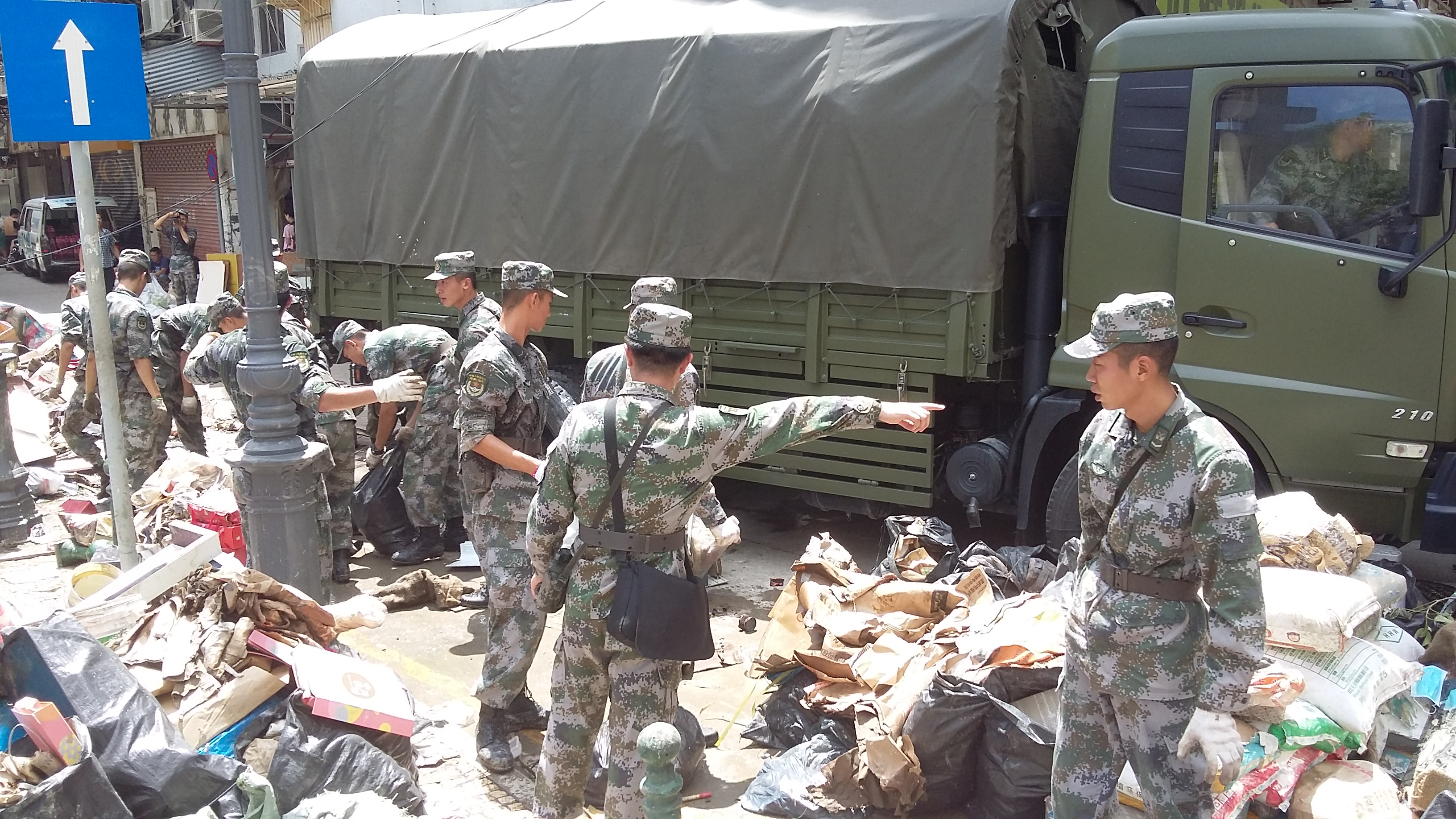
駐澳解放軍正在把垃圾搬運至貨車上

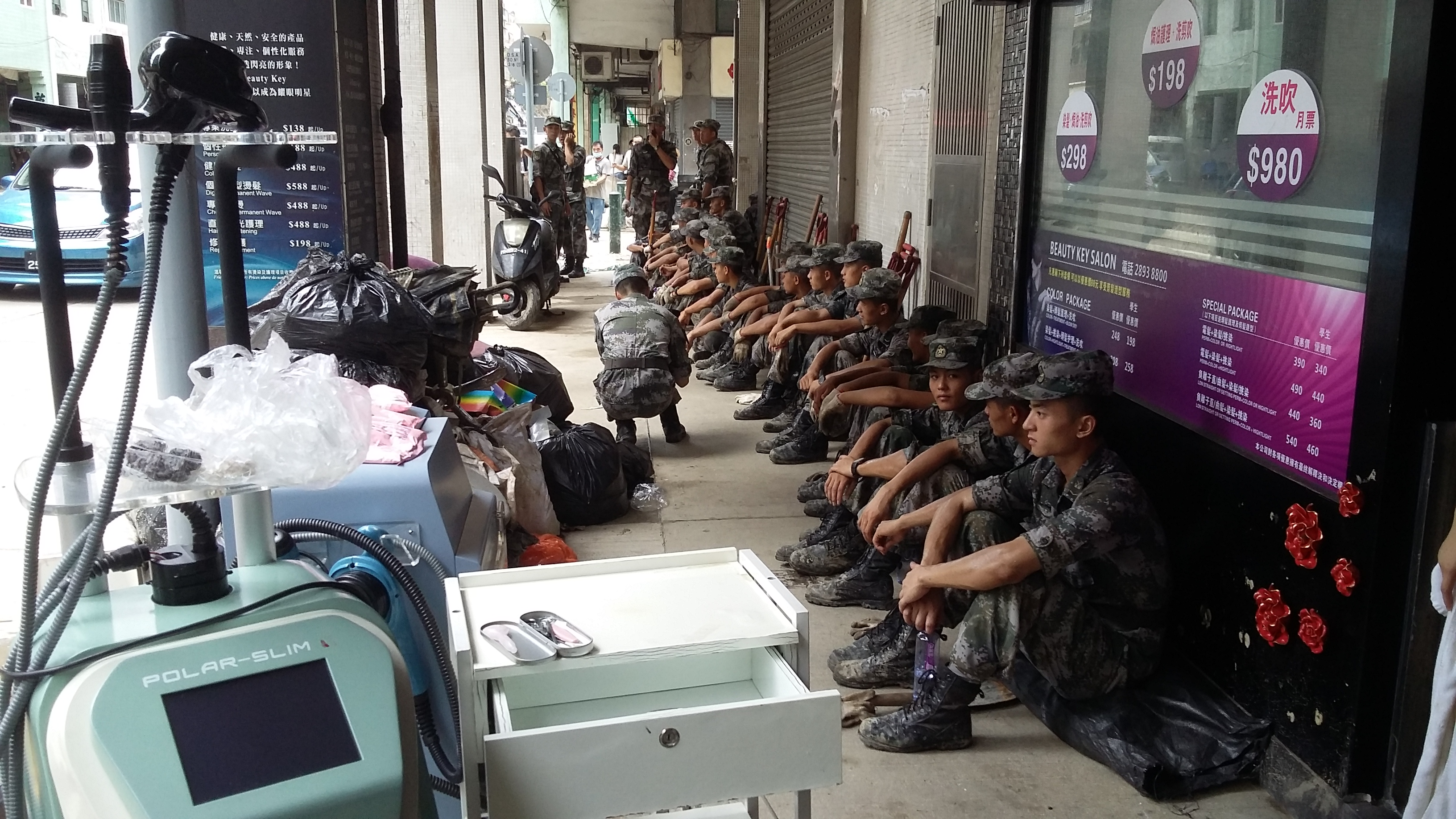
駐澳解放軍在下環一帶休息

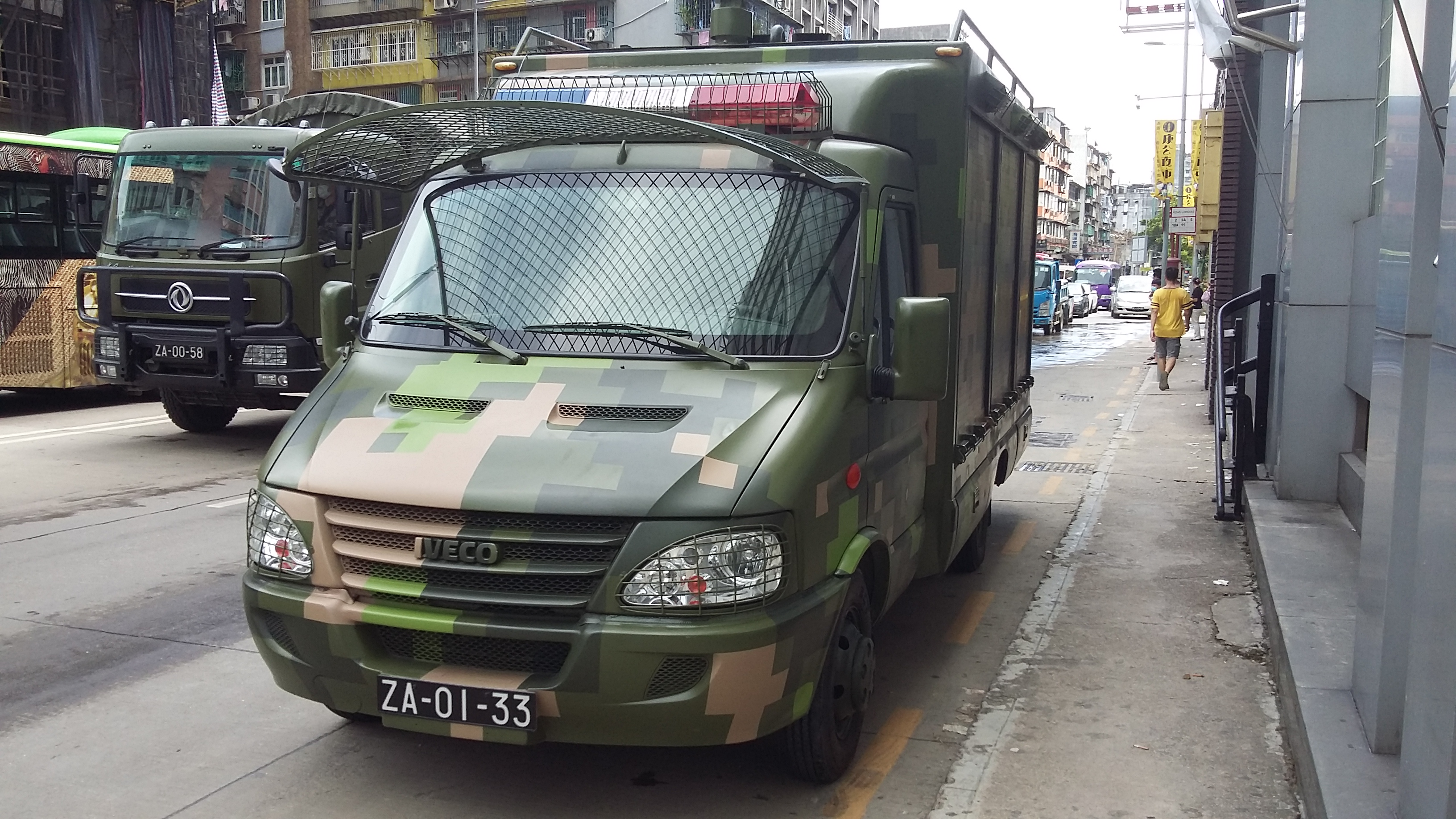
大量駐澳解放軍軍車在街頭上行駛

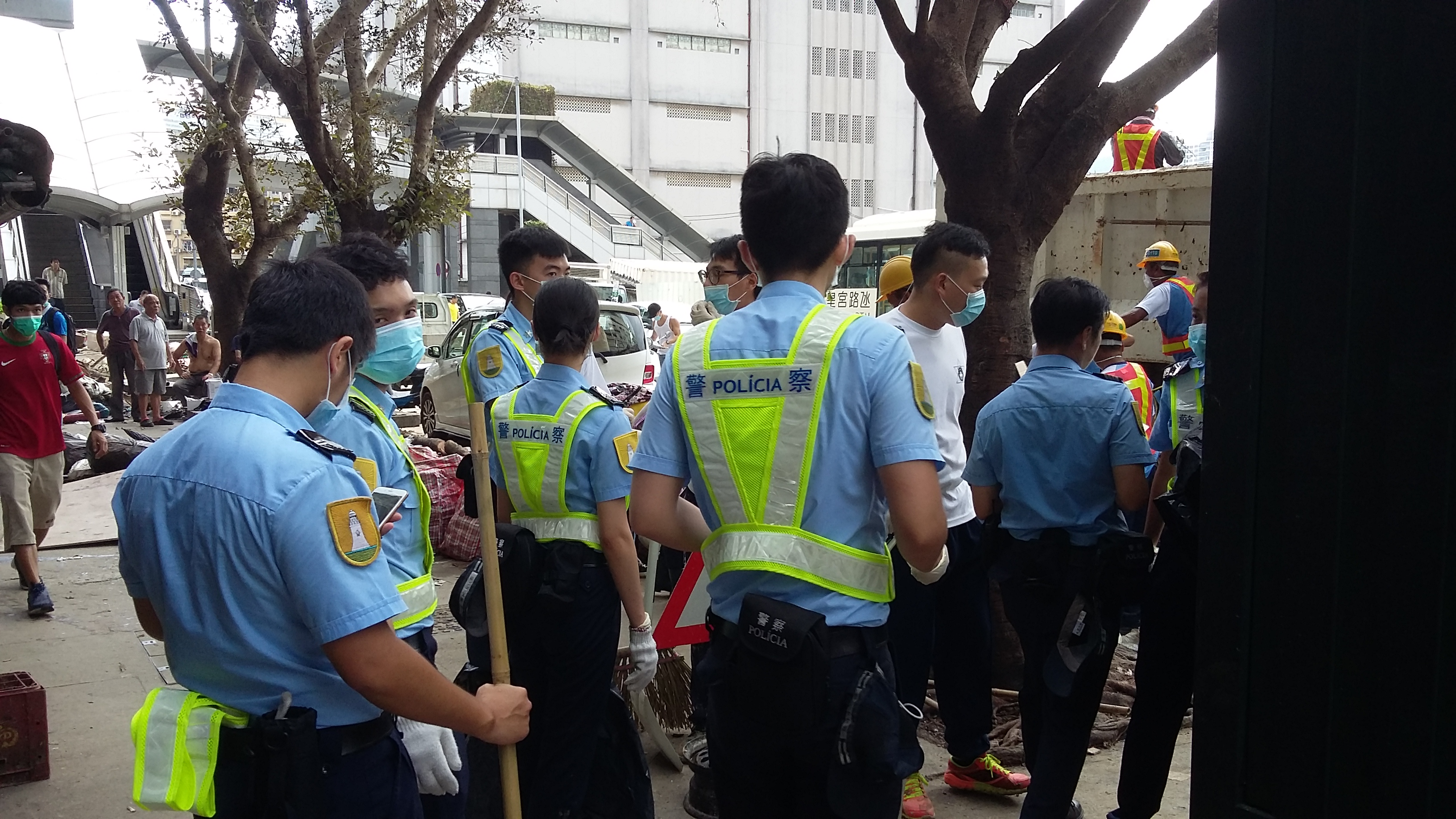
警察協助處理搬運垃圾

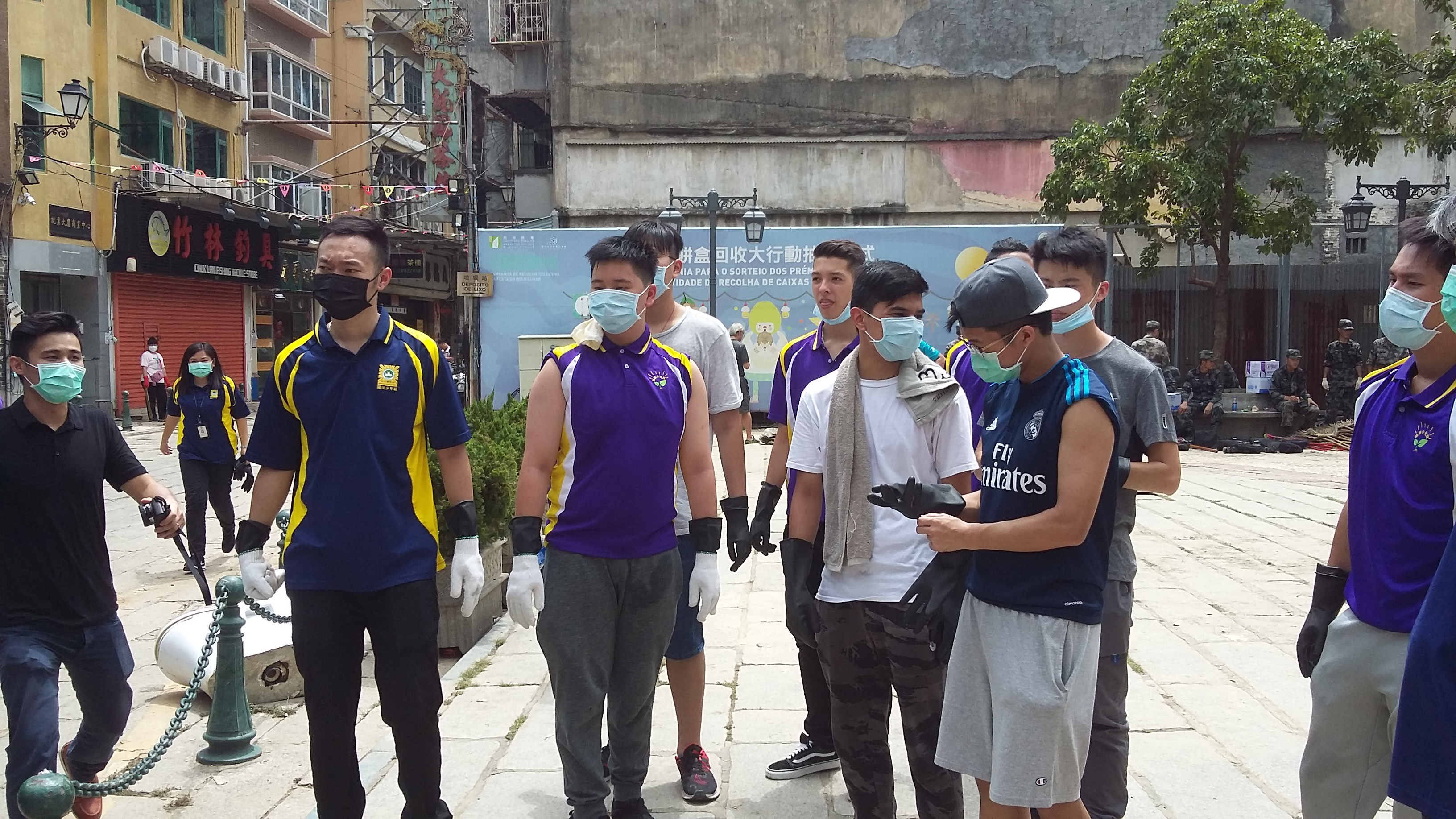
官民共同處理搬運垃圾

在天鴿吹襲後，澳門市面一片狼藉，到處有樹木倒下橫臥行人路和馬路，垃圾堆積，居民和商戶至24日仍未全面恢復水電供應，部分酒店、公寓和餐飲服務受影響，也面臨物資短缺，道路未完全恢復通車。不少居民和社區組織發起義工行動，共有6萬名澳門市民自發到街頭清理雜物、斷樹等。澳門基金會決定向死者家屬、傷者及因颱風家居受損毀、被停水停電影響的家庭發放四種緊急慰問金和補助金，並籌集10萬支樽裝水應付缺水危機，預算金額13.5億澳門幣。
8月24日傍晚大約近六時有市民於《澳門道路情報》發帖提出討論 由於警察人手不足，“解放軍為人民服務”希望解放軍協助澳門救援，同時亦擔心將再受強烈熱帶風暴帕卡吹襲，令災情雪上加霜。有見及此，澳門特區政府宣佈為加快恢復社會秩序，減少風災帶來的各種危害和影響，行政長官崔世安根據《澳門特別行政區基本法》和《澳門特別行政區駐軍法》的規定，提請駐澳解放軍協助救援，獲中央政府批准，於8月25日早上09:00時，駐澳解放軍於稍早接獲通知，從軍營開車駛進澳門災後重災區協助澳門政府展開救災工作，這屬港澳回歸以來首次有解放軍參與特區的救援工作。駐澳解放軍隨即按中央軍委命令投入救災，共出動1千人到澳門市內各處大街小巷進行清理雜物和垃圾等工作，有居民表示歡迎，相信能夠加快清理進度。澳門立法會議員鄭安庭指解放軍的救援能使「昨日的十分一成果，增加到十分十」，但他擔心「垃圾山」堆積將引發衛生問題，他批評政府在事件上反應非常慢，於颱風預警及災後處理上問題重重，反映背後政策及機制不足，而且多年忽視澳門市區重建問題。本身是澳門人的香港大學理學院講師陳志宏亦指責澳門政府當局延誤救援，風災造成各處缺水缺電，在自稱經濟繁榮的澳門卻無建立到一個高質量及現代化的救援機制讓市民感到憤怒，並指當局「派錢文化」以紓緩市民不滿，未能有效解決問題，令人遺憾。
救災期間，駐澳解放軍多人出現中暑情況需要送院，更有人抽搐氣喘。軍醫亦不時穿梭澳門街道，將解放軍傷員抬走治理。駐澳解放軍隨後承認輕視災情，由於雜物經海水浸泡後發出惡臭，而清理大量垃圾消耗體力大再加上空間狹小，引致多宗解放軍不適送院事故。網上亦有惡意造謠駐澳解放軍打死澳門市民，澳門政府嚴厲譴責。8月27日早上強烈熱帶風暴帕卡吹襲前，駐澳解放軍完結救災任務返回駐地。駐澳解放軍向澳門市民表示衷心感謝和崇高敬意，並認為澳門政府和市民能夠戰勝自然災害。然而，由於澳門市民持續將新垃圾棄置街上，澳門街頭在駐澳解放軍撤離後仍有不少大型垃圾要由警員清理。
香港行政長官林鄭月娥早上致電澳門特首崔世安致以慰問，並向對方表示待風災善後處理完成後，港澳兩地專家能在城市管理，特別是防止水浸方面加強交流。香港政務司司長張建宗就表示，關注澳門受天鴿影響，指港澳情同兄弟，如澳門有需要，香港樂意提供協助。有香港和澳門兩地市民自發到前往澳門渡輪的上環信德中心設置救援物資收集站收集物資、乾糧、樽裝水和急救用品，至晚上已收集得600箱捐贈物資，分別以水路和陸路送到澳門。
海事及水務局稱，為保障相關地區市民供水安全，同時減少居民取用消防用水，特區政府已向廣東省人民政府借用20輛臨時供水車，在8月26日下午起陸續到澳門各區為市民提供服務。連同澳門的3輛臨時供水車，屆時將共有23輛臨時供水車服務，預計可於下午起陸續到澳門各區為市民提供服務。臨時供水車的服務地點包括石排灣公屋群、金峰南岸、氹仔黑橋、白馬行、海洋花園（七潭）、氹仔創福豪庭、下環街、鵝眉街。

## 後續影響

### 海陸空交通嚴重影響

#### 公共巴士
8月23日上午9時，澳門氣象局改掛八號風球後，巴士服務於上午10時開出尾班車。直至下午6時半，澳門氣象局改掛三號風球後，因全澳約212輛巴士受風暴潮水浸或被強風嚴重損毀，佔全澳巴士總數 24%。其中23%為受水浸損毀。其中，新福利受損最為嚴重，有159部巴士損毀，15部巴士需退役，其次為澳巴及新時代，分別有55及40部損毀。加上因應颱風過後道路狀況及關閘地下巴士總站水浸，巴士路線未能即時投入運作。

##### 恢復服務
| 巴士路線恢復服務及停駛安排 | 巴士路線恢復服務及停駛安排                                     | 巴士路線恢復服務及停駛安排                                                                                               |
| 時間                       | 路線                                                           | 具體內容 |
| -------------------------- | -------------------------------------------------------------- | --- |
| 8月23日晚上7時起           | 3X、55及71                                                     | 恢復行駛。 |
| 8月23日晚上8時起           | 22、39、52、56、73及MT3                                        | 陸續回復服務。 |
| 8月23日約晚上9時起         | 28A、32、33及MT2                                               | 恢復服務。 |
| 8月23日約晚上1時起         | 1、2、3、26、26A及39。                                         | 恢復服務。 |
| 8月24日0時起               | N4                                                             | 恢復服務 |
| 8月24日頭班車              | 除2、2A、7、8A、10X、12、18、18A、19、22、27、35、56、H1及H2外 | 其餘日間路線已恢復，但只能局部行駛。 澳巴初時只有MT3、52、73、56、6A和6B路線投入服務，但可能需要繞路，其餘路線暫時停駛。 |
| 8月24日7時半起             | 22                                                             | 恢復服務。 |
| 8月24日11時半起            | 2A、18A、19                                                    | 恢復服務。 |
| 8月24日下午                | 各巴士路線                                                     | 恢復正常服務。 |
| 8月24日下午                | 12                                                             | 恢復服務，但實行單向往港澳碼頭，後單頭往永寧廣場，直至8月26日才回復原線行駛。                                            |

##### 暫停服務
(只列出8月24日後全日暫停服務的路線)
| 時間    | 路線                     | 具體內容 |
| ------- | ------------------------ | --- |
| 8月24日 | N1A、N1B、N2、N3、N5及N6 | 因澳門多處道路有障礙物，澳巴所有夜間巴士暫停服務。原定N3路線可重新投入服務，又因受塌樹影響，N3路線無法行駛。 |
| 8月24日 | 10X                      | 全日暫停服務。                                                                                               |

##### 臨時調整
(只列出部分總站調整或路線大幅度調整)
| 時間                      | 路線                      | 具體內容 |
| ------------------------- | ------------------------- | --- |
| 8月23日7時起              | 3X                        | 以特別線形式營運，改由亞馬喇前地開出，經新馬路、沙梨頭、提督馬路、蓮峰球場後折返提督馬路及按原線行駛，服務時間至晚上11時。   |
| 8月23日7時起              | 55                        | 澳門段一度改為只停亞馬喇前地。                                                                                               |
| 8月24日頭班車至8月25日9時 | 15、21A及26A              | 截短至路環市區，不行經竹灣、黑沙、九澳村。                                                                                   |
| 8月24日                   | 22                        | 往氹仔方向，原線行至二龍喉後改行松山隧道、羅理基、亞馬喇再行回原線；回程則改由高士德直落，在提督馬路上天橋，到三角花園回站。 |
| 8月24/25日起              | 3A、10X、30X、AP1及AP1X   | 由關閘總站遷往上層關閘廣場。3A路線改以循環線。                                                                               |
| 8月24-31日                | MT4                       | 由關閘總站截短至筷子基北灣，9月1日起改以孫中山公園為總站。                                                                   |
| 8月24日起                 | 1、3及3X、                | 由關閘總站截短至第二警司處，並以循環線形式運行，後續分別改以巴波沙大馬路或關閘馬路為折返點。                                 |
| 8月24日起                 | 5、25、25X、9及9A         | 由關閘總站截短至台山街市。                                                                                                   |
| 8月24日起                 | 10                        | 由關閘總站截短至祐漢第一街，後續改以循環線，並以巴波沙大馬路為折返點。                                                       |
| 8月24日起                 | 10B及18                   | 由關閘總站截短至祐漢第二街，後續分別改以馬場大馬路及永定街為總站。                                                           |
| 8月25日起                 | 5、25、25X、9及9A         | 由關閘總站截短至巴波沙大馬路。                                                                                               |
| 8月26日起                 | 5、25、9、9A、16、17及28C | 由關閘總站截短至關閘馬路。 後續逐漸分流至台山中街、華大新村、看台街/騎士馬路或菜園涌邊街站。                                 |

#### 的士
在風暴中，約有300部的士在風災中損壞，其中200多部的士因水浸要換新車，超過500名的士司機及車主收到影響。另外，僅服務1年的電召的士，則有9輛的士受水浸影響而直接退役。因此，行政長官批示，在「天鴿」風災中受損而導致停業的的士，可以申請延長的士營運牌照6個月。

#### 公共停車場
43個公共停車場中，有11個停車場出 現不同程度的水浸情况，部分私家樓宇的停車場也出現水浸，水浸情况 最高爲3-3.5m。公共停車場受浸電單車約120輛、私家車約700多輛。

#### 船

##### 碼頭受損未能及時復航
由於氹仔客運碼頭及外港客運碼頭的設施均受到不同程度受損毀，即使兩地已在8月23日下午6時半除下八號風球，但仍未能隨即提供服務。
噴射飛航來往港澳航班在8月24日七時起才恢復有限度服務，首班船共有261人搭乘。澳門往屯門碼頭則於下午一時十分復航。而澳門往來香港機場、深圳機場及蛇口、氹仔客運碼頭往來香港、屯門往來珠海的航班則繼續暫停服務，後於8月25日上午起恢復營運。
金光飛航香港上環開往氹仔客運碼頭的航班8月24日上午九時陸續復航，但氹仔客運碼頭往來香港中港城航班取消，澳門往來香港機場、深圳機場及蛇口、氹仔客運碼頭往來香港、屯門往來珠海的航班則繼續暫停服務，後於8月25日上午起恢復營運。

##### 船票一票難求
由於澳門兩碼頭停用，導致大批欲前往澳門的旅客通宵滯留香港上環信德中心的港澳碼頭，故當售票櫃位在8月24日早上重開時，已有數百人逼滿售票大堂，人龍排至商場店舖，港澳碼頭職員採取分流措施，設置圍欄分開豪華位及普通位供旅客排隊售票，預計即場購票人士最快要在下午2時才可乘搭的航班前往澳門。在8月24日10時，櫃位開始售票，雖然顯示屏已顯示所有船復航，但由於現場有數百人排隊購票，幾乎每10分鐘便售罄一艘船的座位。

#### 航空運輸
天鴿襲澳期間，約80個航班取消，30個航班延誤，440名旅客滯留機場。涉及的航空公司包括澳門航空、長榮航空、廈門航空、菲律賓航空、上海航空、中國東方航空、亞洲航空、春秋航空、台灣虎航、柬埔寨吳哥航空、中國國際航空、深圳航空、首爾航空、柬埔寨國際航空公司、濟洲航空、俄羅斯皇家航空、老虎航空。 在8月23日下午2時，政府宣佈澳門國際機場暫停運作至下午4時，期後再延長至下午7時，是首次因風暴原因暫停機場運作。

### 旅遊業嚴重影響
8月24日共有329個旅行團來澳，酒店因受水浸和停電停水影響，導致3個旅行團無法入住酒店。
因應澳門災情嚴重，澳門旅遊局在8月25日早上與旅行社團體代表召開緊急會議，決定即日起暫停接待訪澳旅行團至8月30日，有2000個旅行團受到影響，以騰出資源優先應付災後工作。

### 博企損贈物資
銀河娛樂集團動用6000萬元成立救災基金，協助社會因颱風天鴿吹襲後的重建工作。不過銀河娛樂員工聯盟會理事長批評公司處理欠佳，指出遲到上班需扣錢。其後公司要求員工組織清潔隊清理酒店泳池垃圾，以重開泳池供住客使用。結果引起網民譴責銀娛集團的做法，批評公司只求盡快賺錢，未有想過要救災，認為做法可恥，埋沒企業良心。金沙城中心向每位在颱風天上班的員工發放1200元澳門幣。風災後，金沙城將儲備的1萬瓶樽裝水分派給員工，旗下物業設置淋浴室，酌情增加員工小休時間，提供1000張床或安排免費酒店住宿予家居嚴重損毀的員工休息，同時動員100名義工協助清潔街道等。新濠博亞博彩主席何猷龍私人捐出3,000萬元澳門幣成立救災基金，又公佈暫停沐梵酒店興建工程，調派2000名建築工人聯同500名員工組成義工隊清理垃圾、派水等。太陽城集團捐贈500萬元澳門幣撫恤金協助死者家屬及受災家庭，並組織200人義工隊救災。

### 建築物及樹木損毀嚴重
天鴿過後，澳門歷史城區22個建築物基本完好，而當中較嚴重的，包括屬世界遺產的東望洋炮台部分圍牆因樹木倒塌而受損，颱風信號桿亦倒塌及壓中鄰近房屋；崗頂劇院門廊假天花倒塌；聖若瑟修院的維修棚架局部變形；亞婆井前地樹木倒塌。
澳門文化中心天台的一具巨型鋼鐵造桁架，因強風超出標準負荷，其中一段崩裂嚴重，橫亙空中，連接兩邊構件的一段中間桁架，硬生生被烈風吹致變形扭曲，內部鋼筋外露，部分連接組件更出現鬆脫跡象，而附近保安不歡迎記者在現場採訪，一度阻攔記者拍攝。
澳門賽馬會氹仔馬場受到嚴重破壞，多處出現破壞。澳門賽馬會宣佈消2017年8月26日及27日賽事，澳門2016-17年馬季提前結束。
美獅美高梅於颱風天鴿中受損，集團已評估有關情況，制訂修復計劃，並且延至2018年1月29日開業，較先前預期今年第4季開業稍微延遲。 青洲坊大廈亦受天鴿影響延遲交付。
路環有20多間村屋受天鴿影響損壞甚至倒塌，居民希望政府正視路環原居民住屋問題，儘快重啟路環舊市區土地批給申請計劃。
聖若瑟大學亦受損壞，其地庫健身室、泳池、電子系統等需要維修，直至2019年為止，該設備損毀至今仍未完全恢復，正加緊維修，預計在2019年暑假後能重新使用。

#### 萬棵樹木受損
澳門民政總署管理委員會委員梁冠峰表示，天鴿導致的中度損毀的樹木有9500棵，古樹損失約逾20棵，三分之二集中在澳門半島。議員黃潔貞指出，青洲山在災後滿佈受災痕跡，枯枝遍山，滿目瘡痍，數棵古樹折斷，樹基根部因泥土流失而外露，全澳唯一的血桐古樹亦受重創。另外她擔憂青洲山整體保育方向遲遲未決，加上天鴿破壞文物與古樹，若不加快制訂完整的保育規劃，山上文物古樹恐不復存在。2018年，民政總署透露，根據中山大學開展的植被損失評估調查指出，風災中澳門植被總損失生物量為31,528噸，實物性資源損失價值10.62億澳門元，服務性資源損失6.07億澳門元。同時，為使植被及生態加快復原，民署邀請廣東省林業廳協助，該廳委派廣東省林業科學研究院為澳門設立山林植被修復施工方案，民署將以先易後難、逐步推進方式開展修復工作，2018年開始優先修復步行徑兩側十米範圍內的山林。考慮到澳門山林樹種結構比較單一，以及風災造成嚴重破壞，民署計劃用五至十年時間，逐步淘汰退化的林木，並以其他優良樹種替代，以增強山林的生態和景觀功能，廣東省林業廳會協助搜羅優質苗木供修復之用。在市區樹木方面，民署表示現時已基本完成需及時處理的樹木問題，並開展補植工作，首階段預計補植1,500株行人道樹木，隨後將重植綠化帶及休憩區的數目。重植樹木品種主要以較抗風的中小型喬木為主，亦會因應交通安全和道路使用等因素，重新審視種植位置。

#### 民署轄下設施受損暫停或有限度服務
8月24日下午，民政總署表示，因應受颱風影響及水電暫停供應，民政總署轄下各公園及休憩區內之樹木及設施受到不同程度的破壞，為讓善後清理工作順利進行，所有公園及休憩區將暫停開放。海濱單車徑亦有設施受颱風破壞，
各市政街市及熟食中心由於仍然有不同程度的停水或停電情況，當日台山街市、紅街市、下環街市、臨時沙梨頭街市及氹仔街市只作有限度運作。由於各攤販忙於整理攤位及貨物，攤檔是否營業須視乎經營者按自身情況考慮。
熟食中心方面，只有祐漢熟食中心可作基本運作，其餘停止營運。另外，因市面路況未如理想，以至蔬菜進入批發市場出現延遲，8月24日之供應量將受到影響。另因颱風關係，屠宰場的水電供應亦受到影響，屠宰工作將會繼續暫停一天至8月25日。
澳門市政狗房因供電不穩，暫只提供犬隻納牌等有限度服務，診症、注射疫苗及手術等服務須暫停直至另行通知，已預約的申請將會通知改期。路環市政狗房則有塌樹須要清理，待完成後才可對外開放。
另外，由於民署有部份轄下服務點未完全恢復供水供電，除中區服務站外，下環、台山、筷子基服務站暫停運作，所有活動中心暫停開放。政府綜合服務大樓、民署綜合服務中心、北區市民服務中心、離島區市民服務中心維持正常運作，而中區市民服務中心則由於受水浸影響只維持有限度服務。

## 微信轉發謠言被捕
網上和微信流傳有人在颱風中失蹤、遇溺，以及有人趁機入屋打劫，再停電和停水等謠言。社交媒體宣稱當局把下環街和司打口劃為疫區的謠傳。另外亦有社交平台流傳珠海在颱風天鴿來襲期間排洪。政府發言人辦公室稱，颱風期間會出現風暴潮，使海水潮位突然飈升，過去颱風期間亦會出現有關情況，屬自然的天文和水文現象。天鴿襲澳期間，預測潮高與實測潮高相差約2.5米；帕卡襲澳期間，預測潮高與實測潮高相差約1.3米。8月28日警方以涉嫌違反「侵犯行使公共當局權力之法人罪」拘捕一對分別為73歲和68歲的兄妹，他們涉嫌在網上散佈不實消息。警方稱，有關的不實消息內容包括「政府全面封鎖消息」，「在筷子基停車場發現5具遺體」等。
到8月30日，兩名分別49及63歲女子涉在WeChat轉載對澳門特區政府不實的言論，以「侵犯行使公共當局權力之法人」罪，早上被司警帶走，移送檢察院處理。司警呼籲居民，有關行為亦會觸犯刑事罪行，不應轉發未經證實的消息及言論。新澳門學社副理事長蘇嘉豪認為，澳門政府資訊發佈不透明、甚至封閉。做得最多是澄清謠言，估計政府為管治威信而作出拘捕。

## 香港記者遭拒入澳
8月26日，澳門海關人員以「威脅澳門安全，對內部保安的穩定構成威脅」為由，拒絕《蘋果日報》、《香港01》及《南華早報》等最少5名香港記者入境並遣返。澳門傳媒工作協會同日發表聲明，對治安警察局禁止最少5名香港記者入境表示極度憤慨，強烈譴責澳門政府公然踐踏新聞自由、嚴重損害公眾知情權。
保安司司長黃少澤回應稱，當時是按照澳門內部保安綱要法，拒絕會影響社會治安秩序的人入境，沒有針對他們的職業，被傳媒問到他們在哪方面對澳門構成威脅，他稱澳門政府需要保密、不能公開。此外有媒體報道指，澳門5間媒體收到維穩指令，被要求「要唱好（歌頌）澳門，要做多些好人好事」報道，澳門新聞局局長陳致平則稱「不知道這情況，無任何消息」。

## 民防綱要法
2018年6月，政府承認在處理風災問題上有各種不足，需要革新民防制度，因而就制定《民防綱要法》展開公開諮詢。諮詢文本中建議賦予行政長官專屬權限，例如可於突發狀態下關閉出入境口岸、中止公眾娛樂及博彩活動等。然而諮詢文本中並無針對民防架構的決策者制定問責條文，且文本被建議引入「虛構社會預警罪」以針對在緊急狀態期間造謠或散佈謠言者，引起爭議。質疑聲音指當局對「虛構社會預警罪」的定義不清晰且空泛，是意圖打壓新聞和言論自由，又指政府沒有反思已過，反而在作為規範政府在民防期間的協調及責任的《民防綱要法》中大比重地加入針對市民的內容，是將《民防法》變成「防民法」。

## 保安司回應議員提議立碑紀念屬極嚴肅社會議題
2018年8月23日晚上，有市民自發在議事亭前地悼念去年天鴿風災中死亡的市民，並且敦促政府儘快完善防災措施。
2020年，立法議員蘇嘉豪在書面質詢中，建議設立「天鴿 8.23紀念石」，同時將每年8月23日定為全民防災日。保安司司長辦回應時表示持開放態度，但此屬極為嚴肅的社會議題，不僅須具備充分理據或法律基礎，更要顧及與尊重歷來災害和嚴重事件死傷者及家屬的感受，無論政府和社會都必須謹慎處理。

## 熱帶氣旋警告使用紀錄
| 地球物理暨氣象局 熱帶氣旋信號 | 地球物理暨氣象局 熱帶氣旋信號 | 地球物理暨氣象局 熱帶氣旋信號 |
| ----------------------------- | ----------------------------- | ----------------------------- |
| 上一熱帶氣旋                  | 一號風球                      | 下一熱帶氣旋                  |
| 熱帶風暴洛克                  | 一號風球                      | 強烈熱帶風暴帕卡              |
| 強烈熱帶風暴苗柏              | 三號風球                      | 強烈熱帶風暴帕卡              |
| 颱風尤特                      | 八號東北風球                  | 強烈熱帶風暴帕卡              |
| 颱風海鷗                      | 八號東南風球                  | 強烈熱帶風暴帕卡              |
| 颱風海馬                      | 八號風球                      | 強烈熱帶風暴帕卡              |
| 颱風韋森特                    | 九號風球                      | 超強颱風山竹                  |
| 颱風約克                      | 十號風球                      | 超強颱風山竹                  |

## 外部連結
- （繁體中文）香港天文台：超強颱風天鴿報告 （页面存档备份，存于）、2017年8月熱帶氣旋概述（页面存档备份，存于）、2017年8月天氣回顧 （页面存档备份，存于）、實時天氣稿（8月20日 （页面存档备份，存于）－21日 （页面存档备份，存于）－22日 （页面存档备份，存于）－23日 （页面存档备份，存于）－24日（页面存档备份，存于））、天鴿襲港期間發出的八號或以上熱帶氣旋警告 （页面存档备份，存于）、天氣隨筆（「天鴿」的十號風球（页面存档备份，存于）、天鴿後的帕卡（页面存档备份，存于）、天文台的日與夜 – 十號風球 （页面存档备份，存于））、天鴿特輯 （页面存档备份，存于） （页面存档备份，存于）
- （繁體中文）澳門地球物理暨氣象局：2017年熱帶氣旋年報：颱風天鴿（页面存档备份，存于）